# 3. August
Der 3. August ist der 215. Tag des gregorianischen Kalenders (der 216. in Schaltjahren). Somit bleiben noch 150 Tage bis Jahresende.

## Ereignisse

### Politik und Weltgeschehen

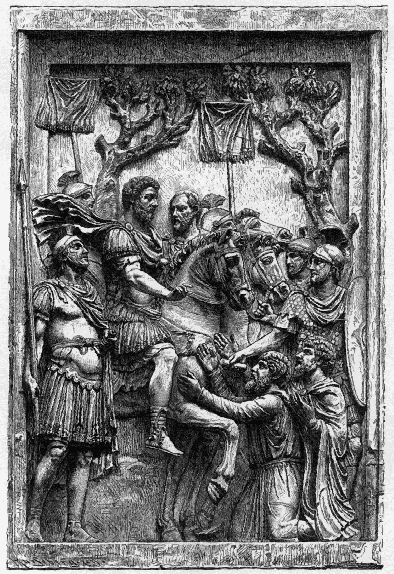
178: Mark Aurel im Markomannenkrieg

- 0178: Kaiser Mark Aurel und sein Sohn Commodus brechen von Rom aus zum zweiten Markomannenkrieg auf.
- 0881: In der Schlacht bei Saucourt besiegt Ludwig III. von Frankreich die Wikinger, kann deren Überfälle aber nur kurzfristig eindämmen. Der Sieg wird im Ludwigslied besungen.
- 1450: Der böhmische König Georg von Podiebrad wird an der Landesversammlung von Adeligen der Strakonitzer Allianz bezichtigt, seinen Widersacher Meinhard von Neuhaus vergiftet zu haben.

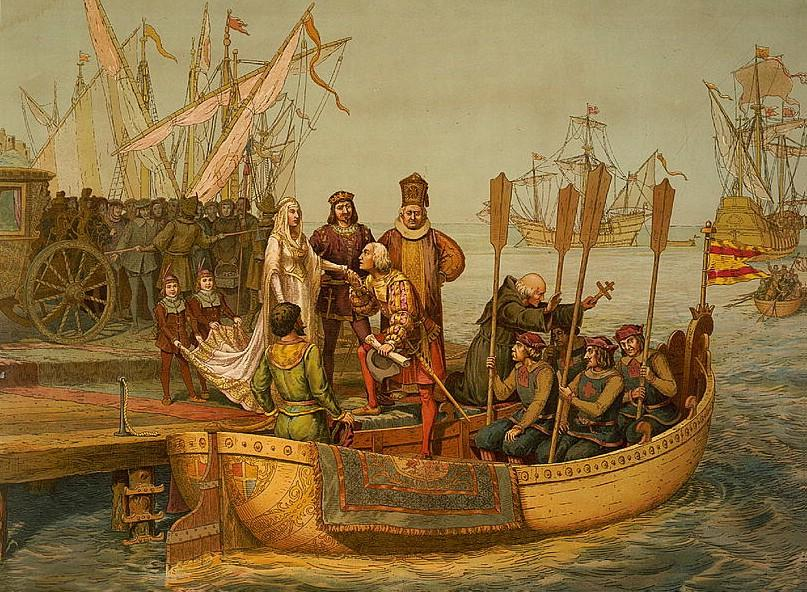
1492: Kolumbus verlässt Spanien

- 1492: Christoph Kolumbus bricht mit den Schiffen Santa Maria, Niña und Pinta zu seiner ersten Entdeckungsreise auf.
- 1527: Der englische Seemann John Rut sendet von St. John’s auf Neufundland einen Brief an den englischen König Heinrich VIII., in dem er über seine jüngsten Entdeckungen und zukünftige Vorhaben berichtet. Es ist der erste Brief, der nachweislich von Amerika aus versandt wird.
- 1530: Der Sieg kaiserlicher Truppen in der Schlacht von Gavinana gegen florentinische Streitkräfte ebnet den vertriebenen Medici die Rückkehr an die Macht in Florenz.
- 1628: Die Belagerung Stralsunds durch die Truppen Wallensteins endet erfolglos mit dem Abzug der letzten Einheiten.
- 1645: Dreißigjähriger Krieg: In der Schlacht bei Alerheim (Zweite Schlacht von Nördlingen) besiegt Frankreich ein bayerisch-kaiserliches Heer, kann aber keinen Vorteil aus diesem Erfolg ziehen. Das Dorf Alerheim wird bei dieser Schlacht völlig verwüstet, so dass der Wiederaufbau erst 70 Jahre später beendet werden kann.
- 1692: In der Schlacht bei Steenkerke misslingt ein alliierter Versuch im Pfälzischen Erbfolgekrieg, die französische Armee aus Flandern zu verdrängen.
- 1708: In der Schlacht bei Trentschin erleidet der ungarische Adlige Franz II. Rákóczi mit einem Heer Kuruzen eine Niederlage gegen Truppen der Habsburgermonarchie. Gleichwohl geht sein Aufstand weiter.
- 1795: Im Vertrag von Greenville überlassen mehrere Stämme amerikanischer Ureinwohner nach ihrer im Jahr zuvor verlorenen Schlacht von Fallen Timbers den Vereinigten Staaten große Teile des heutigen Bundesstaats Ohio. Im Gegenzug erhalten die Indianer Waren im Wert von 20.000 US-Dollar.
- 1808: Im Königreich Preußen wird im Zuge der Preußischen Heeresreform infolge der Niederlage im Vierten Koalitionskrieg per königlichem Erlass Nichtadeligen der Zugang zum Offiziersberuf gestattet. Weiterhin werden Körperstrafen wie Prügel und Spießrutenlaufen abgeschafft und die allgemeine Wehrpflicht eingeführt.
- 1835: Die sogenannte Feuerwerksrevolution in Berlin bricht aus.
- 1881: Die südafrikanische Burenrepublik Transvaal erhält nach einem durch die britische Annexion 1877 ausgelösten Aufstand eine weitgehende Selbstverwaltung von Großbritannien.
- 1889: In der Schlacht von Toski besiegt eine anglo-ägyptische Armee die Mahdisten in Ägypten.
- 1904: Einheiten der Britisch-Indischen Armee besetzen im Tibetfeldzug die tibetische Hauptstadt Lhasa. Der Dalai Lama Thubten Gyatsho ist bereits aus der Stadt geflohen.

1914: Der Schlieffenplan

- 1914: Erster Weltkrieg: Das Deutsche Reich erklärt Frankreich den Krieg und marschiert – dem Schlieffen-Plan folgend – im neutralen Belgien ein. Gleichzeitig versucht der deutsche Reichskanzler Theobald von Bethmann Hollweg in einem Brief, England zu bewegen, in diesem Krieg neutral zu bleiben, obwohl es Mitglied der Entente ist und einen Beistandsvertrag mit Belgien abgeschlossen hat.
- 1923: Calvin Coolidge wird als 30. Präsident der USA in sein Amt eingeführt.
- 1945: In der sowjetischen Besatzungszone in Deutschland, der späteren DDR, erscheint die Tageszeitung Der Morgen zum ersten Mal.
- 1960: Niger, bis 1958 Teil der Kolonie Französisch-Westafrika, erlangt die Unabhängigkeit von Frankreich.
- 1975: Weniger als einen Monat nach Unabhängigkeit der Komoren wird Staatspräsident Ahmed Abdallah durch einen Putsch mit Unterstützung des Söldnerführers Bob Denard gestürzt. Die Herrschaft über den Inselstaat übernimmt ein Revolutionskomitee unter dem Vorsitz von Ali Soilih.
- 1979: Teodoro Obiang Nguema Mbasogo stürzt seinen Onkel Francisco Macías Nguema, den ersten Präsidenten Äquatorialguineas, und lässt ihn am 29. September hinrichten. In der Folge regiert er als Vorsitzender eines Militärrates.
- 2005: In Mauretanien stürzt ein Militärputsch unter Führung von Ely Ould Mohamed Vall den Präsidenten Maaouya Ould Sid’Ahmed Taya, der sich gerade auf dem Rückflug vom Begräbnis des saudischen Königs Fahd befindet. Der Militärrat für Gerechtigkeit und Demokratie übernimmt die Macht.
- 2014: Der Islamische Staat beginnt mit einem Völkermord an den Jesiden in der irakischen Stadt Sindschar und dem Umland.

### Wirtschaft
- 1875: Der bayerische König Ludwig II. genehmigt das Errichten der Bayerischen Notenbank. Diese Funktion hat bislang die Bayerische Hypotheken- und Wechsel-Bank inne, die sich jedoch auf keine Einschränkungen ihrer anderen Bankgeschäfte einlassen will.
- 1884: Der Deutsche Technikerverband gründet eine Hilfskasse für Architekten, Ingenieure und Techniker.
- 1900: Harvey Samuel Firestone gründet in Akron die Reifenfirma Firestone Tire & Rubber Company.
- 2005: Der Sportartikelhersteller adidas gibt bekannt, dass das Unternehmen für 3,1 Milliarden Euro den Konkurrenten Reebok kaufen will.

### Wissenschaft und Technik

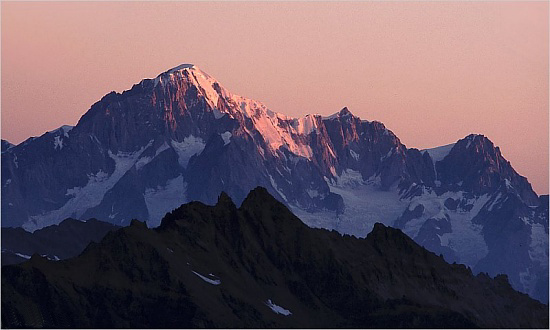
1787: Mont Blanc

- 1787: Messungen des Genfer Naturforschers Horace Bénédict de Saussure ergeben, dass der Mont Blanc höchster Berg Europas ist.
- 1804: Alexander von Humboldt und Aimé Bonpland kehren von ihrer großen Amerikareise zurück.

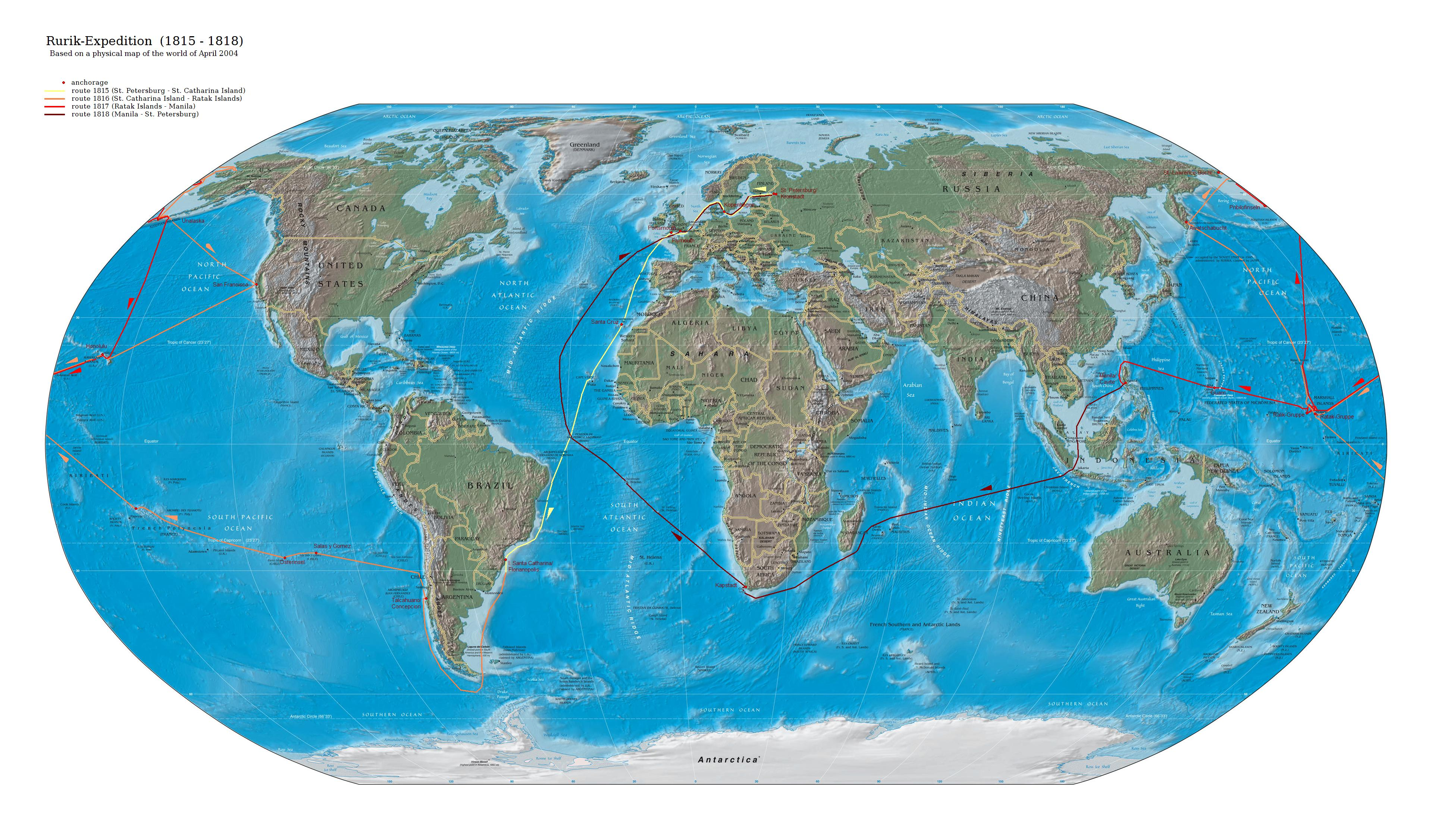
Die Route der Rurik-Expedition (1815–1818)

- 1818: Die russische Rurik-Expedition geht nach drei Jahren ohne die erhoffte Entdeckung der Nordwestpassage, aber mit einer ganzen Reihe anderer Entdeckungen und Forschungsmaterialien im Gepäck zu Ende. Der Expeditionsteilnehmer Adelbert von Chamisso verarbeitet seine Erfahrungen später in seinem Werk Reise um die Welt in den Jahren 1815–1818.
- 1858: Auf seiner Suche nach der Quelle des Nils gelangt der Brite John Hanning Speke als erster Europäer an den Victoriasee.
- 1933: Das französische Flugboot Blériot 5190 startet zu seinem Erstflug.
- 1935: Nach fünfjähriger Bauzeit wird die Großglockner-Hochalpenstraße eröffnet.

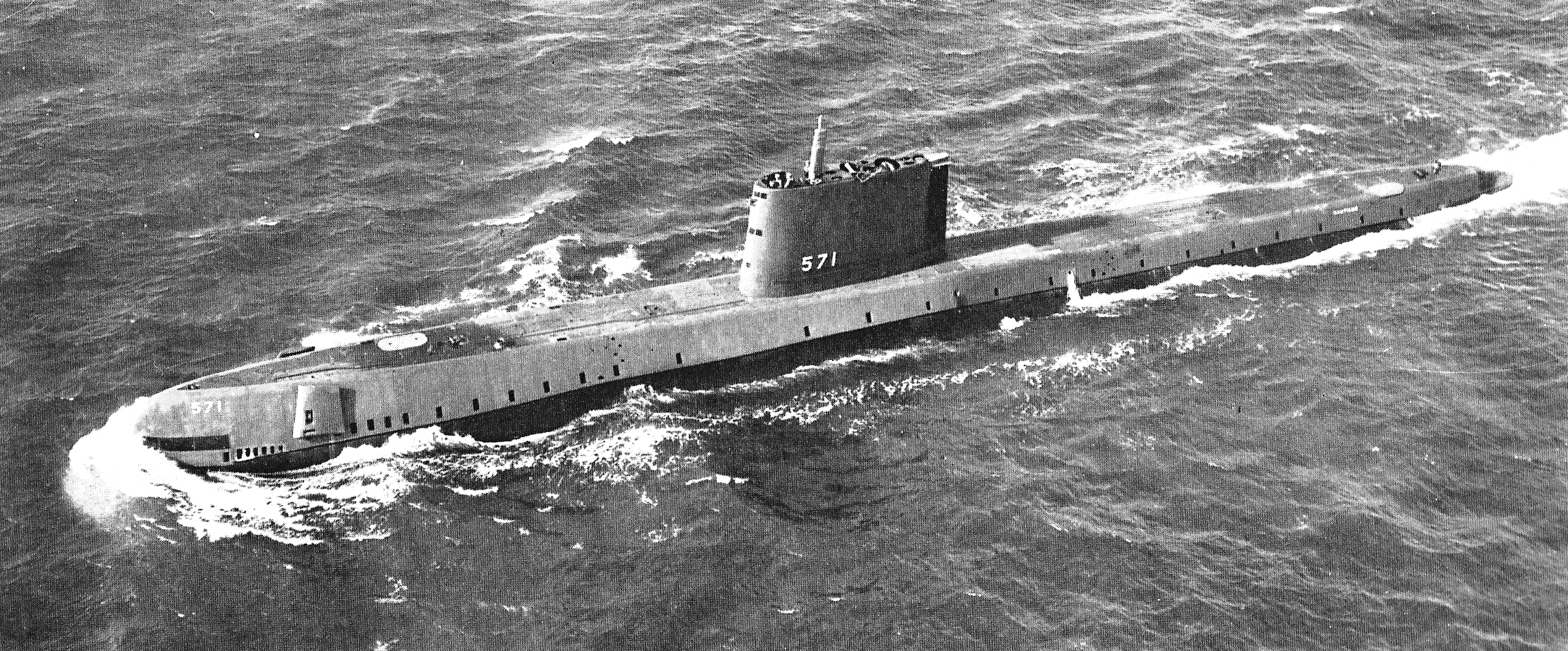
1958: Die USS Nautilus

- 1958: Das Atom-U-Boot Nautilus erreicht als erstes Wasserfahrzeug den geographischen Nordpol.
- 1984: In Deutschland wird um 10.14 MEZ die erste Internet-E-Mail empfangen. Diese wurde von Cambridge (Massachusetts) einen Tag zuvor an die Universität Karlsruhe (TH) gesendet.
- 2004: Die NASA-Raumsonde MESSENGER wird im Rahmen des Discovery-Programms gestartet. Ihr Flug zielt auf Erkundungen des Planeten Merkur im inneren Sonnensystem ab.

### Kultur

1713: Wappen der Real Academia Española

- 1713: Der Marqués von Villena gründet gemeinsam mit Freunden die Real Academia Española, die maßgebliche Institution zur Pflege der spanischen Sprache.
- 1777: In Esterház erfolgt die Uraufführung der Oper Il mondo della luna (Die Welt auf dem Monde) von Joseph Haydn.

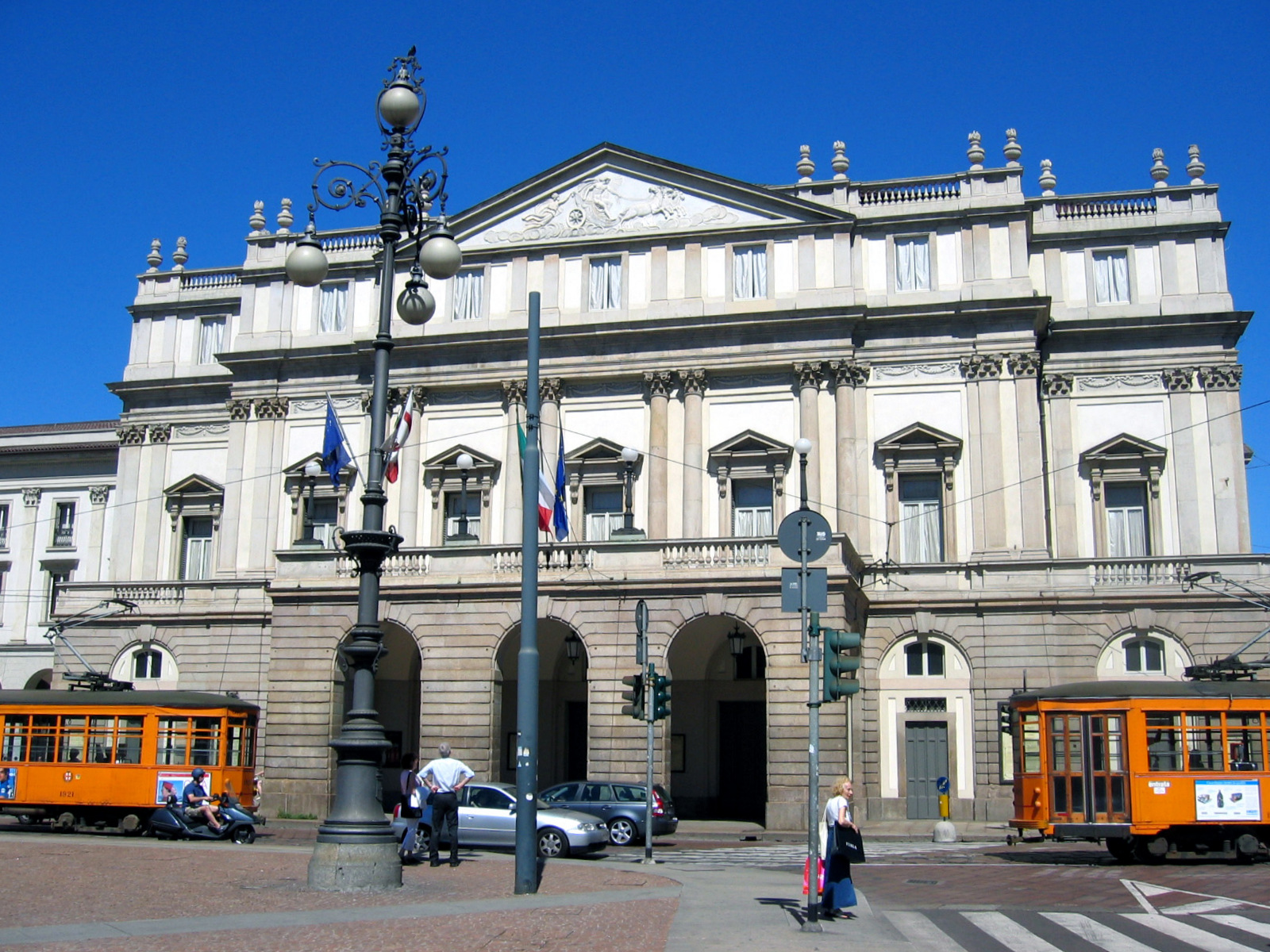
1878: Mailänder Scala

- 1778: Das Opernhaus Teatro alla Scala in Mailand wird mit der Uraufführung der Oper L’Europa riconosciuta von Antonio Salieri eröffnet.
- 1816: Am Staatstheater am Gendarmenmarkt in Berlin findet die Uraufführung der Oper Undine von E. T. A. Hoffmann statt. Das Libretto stammt von Friedrich de La Motte Fouqué nach dessen eigener gleichnamiger Erzählung.
- 1829: An der Grand Opéra Paris wird die Oper Guillaume Tell (Wilhelm Tell) von Gioachino Rossini uraufgeführt. Der Text stammt von Victor-Joseph Étienne de Jouy und Hippolyte Bis nach Friedrich Schillers Schauspiel Wilhelm Tell.

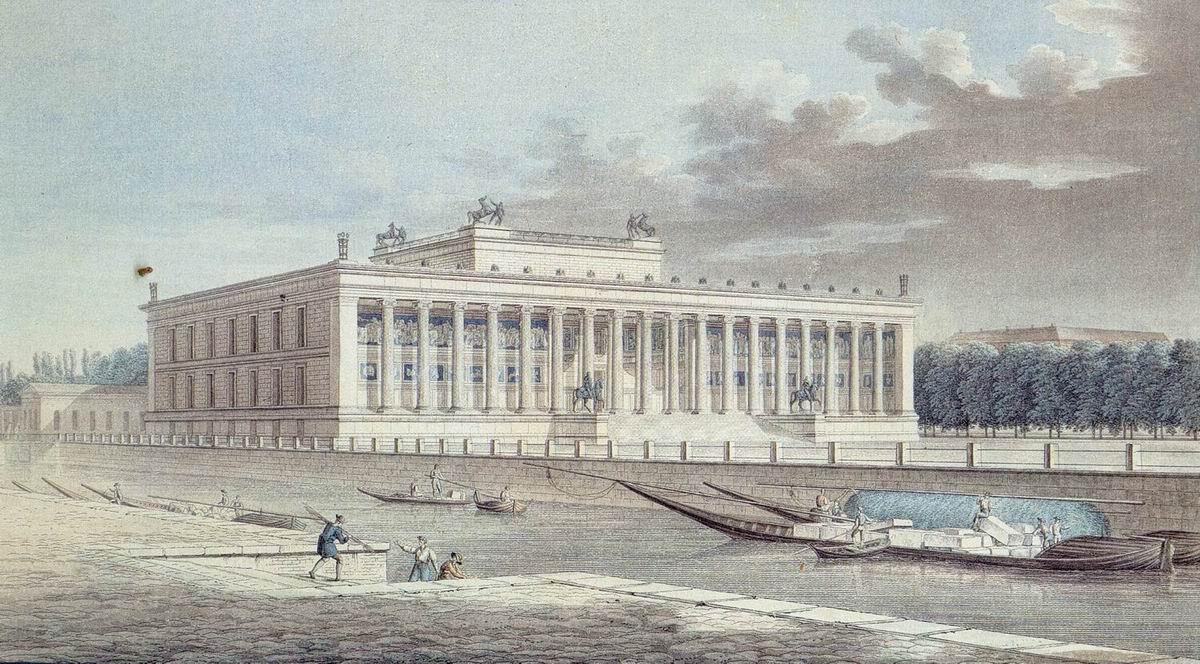
1830: Das Alte Museum

- 1830: Das Königliche Museum auf der Berliner Museumsinsel, ein Bau von Karl Friedrich Schinkel, wird seiner Bestimmung übergeben.
- 1860: In Baden-Baden findet die Uraufführung der komischen Oper La colombe von Charles Gounod statt.
- 1909: Am Kleinen Schauspielhaus in Berlin wird die Operette Miß Dudelsack von Rudolf Nelson uraufgeführt.
- 1957: Anlässlich der Funkausstellung in Frankfurt am Main wird die erste Sendung Zum Blauen Bock mit Otto Höpfner von der ARD ausgestrahlt.
- 1963: The Beatles spielen ihr letztes Konzert im Cavern Club in Liverpool.
- 2004: Die Freiheitsstatue wird wieder für Besucher geöffnet, nachdem sie in der Folge der Terroranschläge am 11. September 2001 geschlossen wurde.

### Gesellschaft
- 1883: Der Vergnügungspark Gröna Lund auf der Insel Djurgården in Stockholm wird eröffnet.
- 1883: Die im Komitat Szabolcs wegen angeblichen Ritualmordes angeklagten Juden werden vor Gericht freigesprochen. Die agitatorisch dargestellte Affäre von Tiszaeszlár wird Ausgangspunkt für Antisemitismus in Ungarn.

### Religion
- 0449: In Ephesos wird die von Papst Leo I. als Räubersynode bezeichnete Kirchenversammlung eröffnet. Auf ihr wird gewaltsam versucht, den Monophysitismus durchzusetzen.
- 1057: Friedrich von Lothringen wird als Papst Stephan IX. inthronisiert.

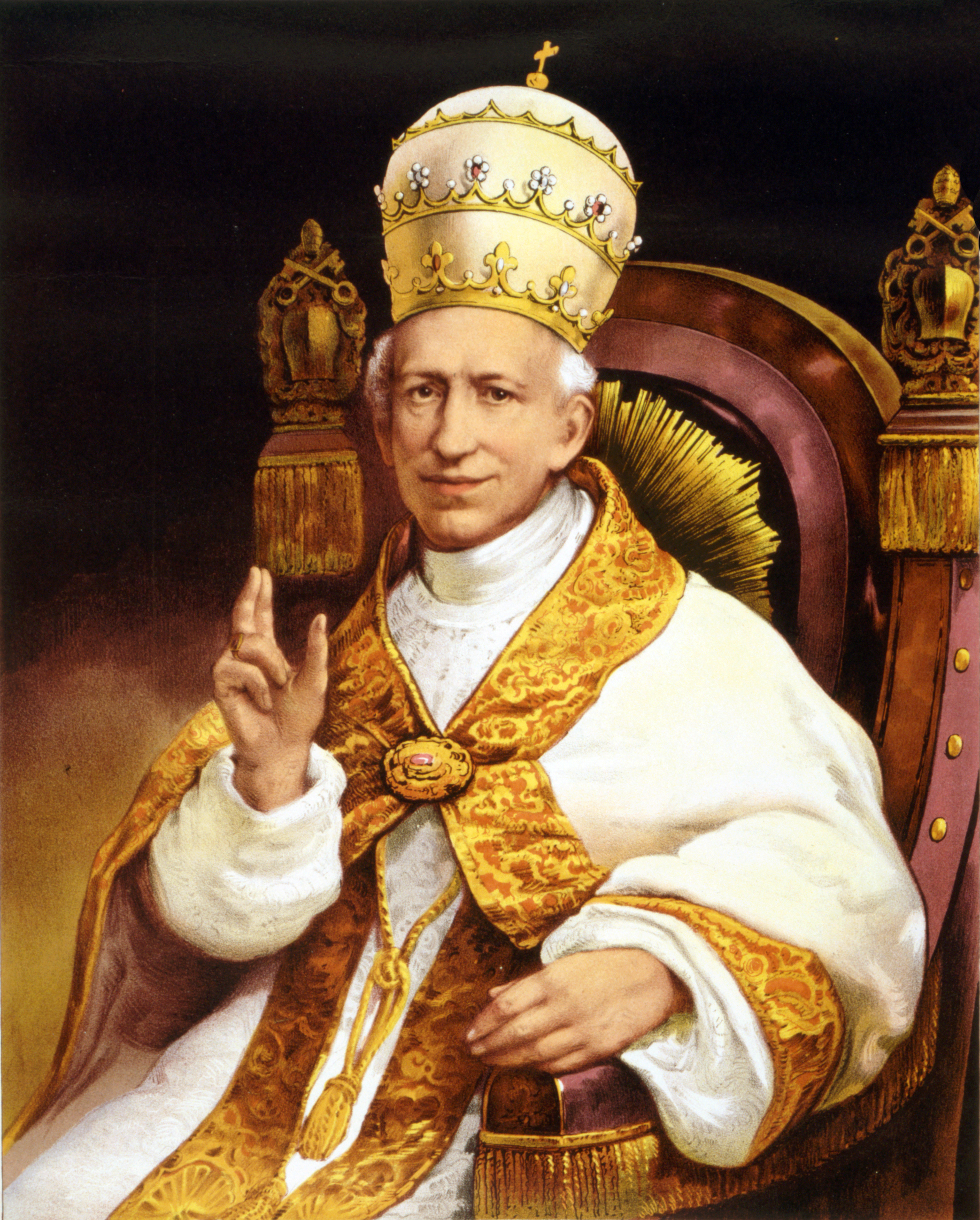
1881: Leo XIII.

- 1881: Mit der Enzyklika Licet multa wendet sich Papst Leo XIII. an den belgischen Kardinal Victor-Augustin-Isidore Dechamps und die belgischen Bischöfe im Schulstreit und ruft dazu auf, die Einheit der katholischen Kirche zu wahren.

### Katastrophen
- 1783: Ein schwerer Ausbruch des Vulkans Asama in Japan kostet 1000 Menschen das Leben. Der in die Atmosphäre aufsteigende Ascheregen hat einen harten Winter zur Folge und verursacht in Nordjapan Missernten.
- 1918: Das deutsche U-Boot UC 49 versenkt im Ärmelkanal das australische Hospitalschiff HMAT Warilda, wobei 123 Menschen ums Leben kommen.
- 1975: Eine Boeing 707 prallt bei Agadir gegen einen Berg. Niemand der 188 Menschen an Bord überlebt.

Kleinere Unglücksfälle sind in den Unterartikeln von Katastrophe und in der Liste von Katastrophen aufgeführt.

### Sport

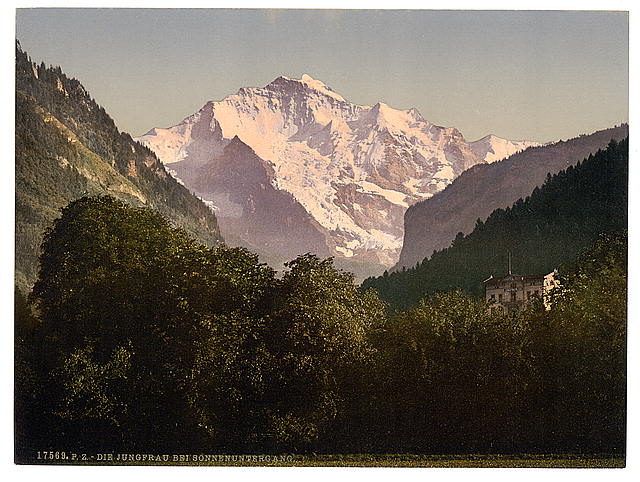
1811: Jungfrau

- 1811: Johann Rudolf und Hieronymus Meyer gelingt mit den Führern Joseph Bortis und Alois Volker die Erstbesteigung der Jungfrau, des dritthöchsten Berges der Berner Alpen.
- 1909: Mit der Verabschiedung von Vereinsstatuten wird Honvéd Budapest als Kispesti Atlétikai Club offiziell gegründet.
- 1936: Jesse Owens gewinnt bei den Olympischen Spielen in Berlin die Goldmedaille im 100-Meter-Lauf.
- 1949: Die National Basketball Association (NBA) entsteht in den USA aus der Zusammenfassung der finanzschwachen National Basketball League (NBL) und der finanzstarken Basketball Association of America.
- 2001: Das Berner Wankdorfstadion, Schauplatz des Finales der Fußball-Weltmeisterschaft 1954, wird gesprengt, um einem Neubau Platz zu machen.

Einträge von Leichtathletik-Weltrekorden befinden sich unter der jeweiligen Disziplin unter Leichtathletik.

## Geboren

### Vor dem 18. Jahrhundert

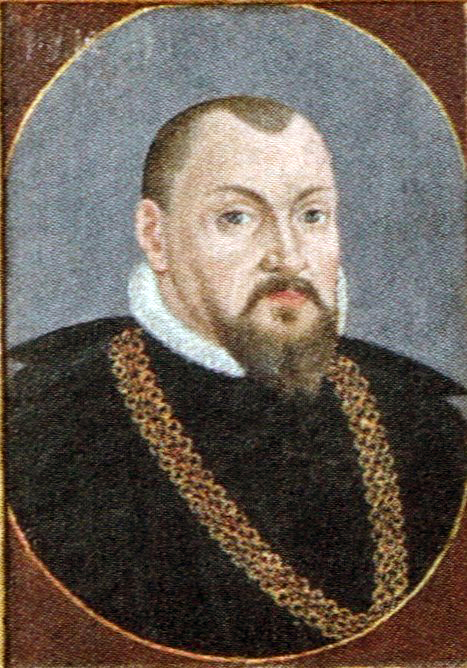
Johann I. (* 1513)

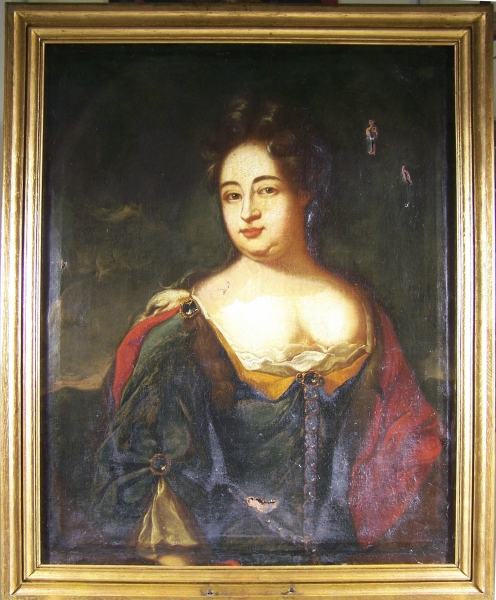
Sophia Henriette von Waldeck (* 1662)

- 1468: Albrecht I., Herzog von Münsterberg und Oels sowie Graf von Glatz
- 1486: Imperia Cognati, römische Kurtisane
- 1491: Maria von Jülich, Herzogin von Jülich-Kleve-Berg
- 1513: Johann I., Fürst der Markgrafschaft Brandenburg-Küstrin
- 1524: Kaspar von Logau, Bischof von Breslau
- 1580: Johannes Hildbrand, Bürgermeister von St. Gallen und Münzmeister
- 1584: Johann von Ahlefeldt, Erbherr von Stendorf, Nüchel und Landrat
- 1596: Joachim Carstens, deutscher Jurist und Syndicus der Hansestadt Lübeck
- 1622: Wolfgang Julius von Hohenlohe-Neuenstein, letzter Graf von Hohenlohe-Neuenstein und Generalfeldmarschall
- 1638: Wilhelm Ludwig, Fürst von Anhalt-Köthen
- 1645: August Kühnel, deutscher Komponist und Gambist des Barock
- 1654: Karl, Landgraf von Hessen-Kassel
- 1662: Sophia Henriette von Waldeck, Herzogin von Sachsen-Hildburghausen
- 1663: Nicola Malinconico, italienischer Maler
- 1682: George Werner, sächsischer Architekt und Baumeister

### 18. Jahrhundert
- 1710: Johann Gabriel Schleich, württembergischer Maler

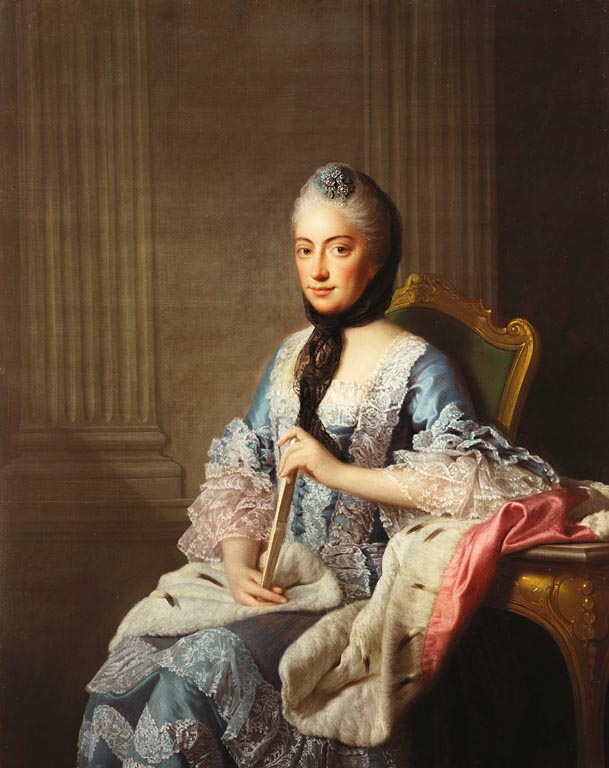
Elisabeth Albertine von Sachsen-Hildburghausen (* 1713)

- 1713: Elisabeth Albertine von Sachsen-Hildburghausen, Herzogin zu Mecklenburg in Mecklenburg-Strelitz
- 1723: Nicolas de Pigage, französischer Baumeister
- 1725: Joseph Anton Carl, deutscher Naturwissenschaftler und Mediziner

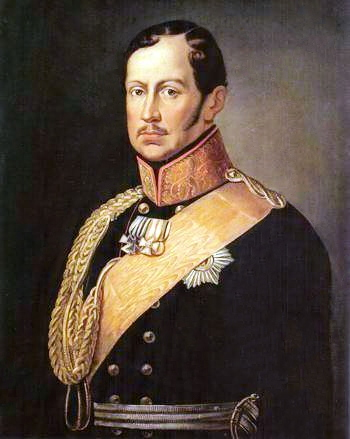
Friedrich Wilhelm III. (* 1770)

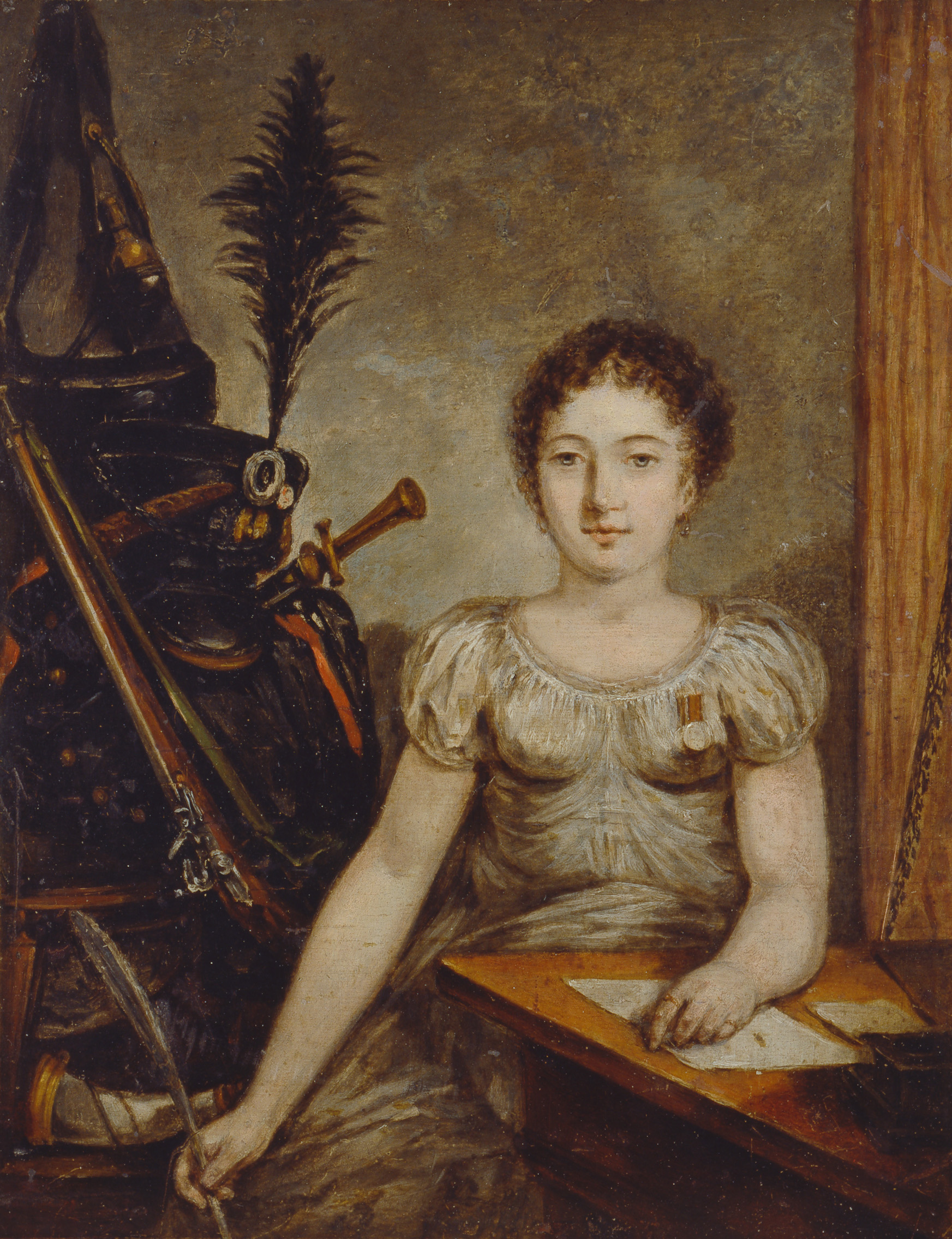
Anna Lühring (1796)

- 1729: Richard Caswell, US-amerikanischer Politiker, Gouverneur von North Carolina
- 1729: Dodo Heinrich zu Innhausen und Knyphausen, preußischer Diplomat
- 1733: Friedrich August von Zinzendorf, sächsischer Staatsmann, Gesandter in Schweden und Preußen
- 1735: Juliane Charlotte Friederike Grimm, Tante der Brüder Grimm
- 1736: William Montgomery, US-amerikanischer Politiker, Mitglied des Repräsentantenhauses
- 1738: Friedrich Gottlieb Barth, deutscher Pädagoge und Sprachwissenschaftler
- 1739: Dominika von Gillern, letzte Fürstäbtissin von Trebnitz
- 1739: Johann Jakob von Pistor, russischer Generalleutnant
- 1745: Domenico Pozzi, Tessiner Maler
- 1746: James Wyatt, britischer Architekt
- 1749: Domenico Alberto Azuni, italienischer Geschichtsforscher und Rechtsgelehrter
- 1750: Ludwig Engelbert, Herzog von Arenberg, Aarschot und Meppen und Fürst von Recklinghausen
- 1755: Nicholas Gilman, US-amerikanischer Politiker, Mitunterzeichner der Verfassung, Mitglied des Repräsentantenhauses, Senator
- 1758: Friedrich Theodor Kühne, deutscher Hochschullehrer und Sprachwissenschaftler
- 1766: Aaron Chorin, ungarischer Rabbiner
- 1770: Friedrich Wilhelm III., König von Preußen
- 1777: Peter Motzfeldt, norwegischer Staatsrat
- 1787: Johann Gottlob Mende, deutscher Orgelbauer
- 1790: John Cockerill, belgischer Industrieller britischer Herkunft, einer der Wegbereiter der Industrialisierung Belgiens
- 1791: Charles Gordon-Lennox, 5. Duke of Richmond, britischer Politiker
- 1795: Anne Bignan, französische Schriftstellerin und Übersetzerin
- 1796: Anna Lühring, deutsche Soldatin
- 1798: Wilhelm Ludwig Deichmann, deutscher Bankier

### 19. Jahrhundert

#### 1801–1850
- 1801: William Beechey, britischer Porträtmaler
- 1801: Philipp von Ingelheim gen. Echter von Mespelbrunn, deutscher kaiserlich-königlicher Kämmerer
- 1801: Johann Jacob Lang, deutscher Rechtswissenschaftler und Hochschullehrer
- 1801: Arnold Edmund Pelzer, deutscher Politiker
- 1801: Hans Jakob Pestalozzi, Schweizer Jurist und Politiker
- 1801: Carl Robe, deutscher Jurist und Politiker
- 1802: Otto Crelinger, deutscher Bankier
- 1803: Karl August von Linsingen, hannoverscher Verwaltungsbeamter und Berghauptmann
- 1803: Joseph Paxton, britischer Gärtner, Schriftsteller und Architekt, Erbauer des Crystal Palace
- 1803: Heinrich von Puttkamer, preußischer Gutsbesitzer und Landrat
- 1804: Pawel Petrowitsch Melnikow, russischer Ingenieur, Hochschullehrer, Eisenbahn-Pionier und erster Verkehrsminister Russlands
- 1804: Eduard Meyer, deutscher Pfarrer und Politiker
- 1805: Ferdinand Albert von Diezielsky, königlich-preußischer Generalmajor
- 1806: Moritz Meurer, deutscher lutherischer Theologe und Kirchenhistoriker
- 1808: Hamilton Fish, US-amerikanischer Politiker
- 1811: Wilhelm Hanstein, deutscher Schachmeister
- 1811: August Hermann Kreyssig, deutscher Pfarrer

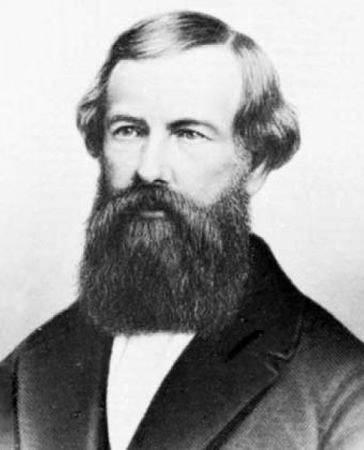
Elisha Graves Otis (* 1811)

- 1811: Elisha Graves Otis, US-amerikanischer Erfinder
- 1814: Jānis Cimze, livländischer Pädagoge und Musiker
- 1817: Albrecht von Österreich-Teschen, Erzherzog von Österreich und Feldherr
- 1818: Katharine Weißgerber, Deutsche, erhielt das Verdienstkreuz für Frauen und Jungfrauen
- 1820: Luther Orlando Emerson, US-amerikanischer Komponist
- 1823: Johannes Diermissen, niederdeutscher Autor und Volkskundler.
- 1823: Gustav Richter, deutscher Maler
- 1824: Ida Masius, deutsche Vorsteherin des Schweriner Frauenverein für Krankenpflege
- 1827: Sergei Semjonowitsch Urussow, russischer Schachspieler
- 1832: Edward Wilmot Blyden, liberianischer Staatsmann und Panafrikanist
- 1832: Ivan Zajc, kroatischer Komponist und Dirigent

Auguste Schmidt (* 1833)

- 1833: Auguste Schmidt, deutsche Lehrerin, Schriftstellerin und Mitbegründerin der deutschen Frauenbewegung
- 1834: Franz August Schenk von Stauffenberg, deutscher Jurist, Grundbesitzer und Politiker
- 1835: Johann Gebhard Lutz, Schweizer Jurist und Politiker
- 1836: Greene Vardiman Black, US-amerikanischer Professor der Zahnheilkunde
- 1840: James Elton, britischer Afrikareisender und Reiseschriftsteller
- 1843: Hermann Sprecher von Bernegg, Schweizer Jurist und Politiker
- 1846: Paul Otto, deutscher Bildhauer
- 1846: Domingo Vásquez, Präsident von Honduras
- 1847: Emil Ferdinand Fehling, Lübecker Bürgermeister
- 1847: Jan de Louter, niederländischer Staats- und Völkerrechtler
- 1849: Joseph Jules Dejerine, französischer Neurologe

#### 1851–1875

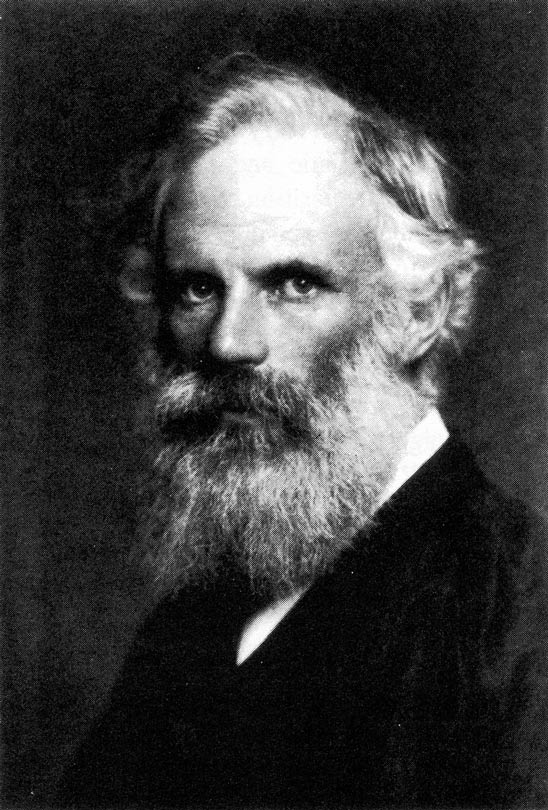
George Francis FitzGerald (* 1851)

- 1851: George Francis FitzGerald, irischer Philosoph
- 1852: Clemens Denhardt, deutscher Afrikaforscher
- 1852: Domenico Serafini,  italienischer Benediktiner, Priester, Diplomat, Erzbischof von Spoleto und Kurienkardinal
- 1854: Johanna Ambrosius, deutsche Autorin
- 1854: Fernand de La Tombelle, französischer Komponist und Organist
- 1856: Alfred Deakin, australischer Politiker und Premierminister
- 1857: Alice Hughes, britische Fotografin
- 1858: Paul Sabatier, französischer Theologe und Historiker
- 1860: William K. L. Dickson, britischer Filmpionier
- 1860: August Wörle, Lehrer und Mitglied des Deutschen Reichstags

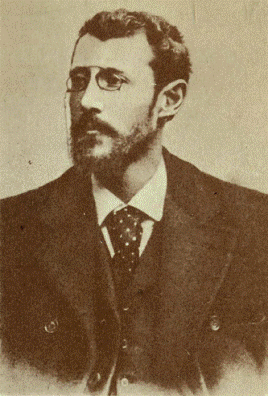
Michel Verne (* 1861)

- 1861: Michel Verne, französischer Schriftsteller
- 1862: Oswald Külpe, deutscher Psychologe
- 1863: Géza Gárdonyi, ungarischer Schriftsteller
- 1864: Christian Palm, deutscher Stenograf
- 1864: Friedrich Hiller von Gaertringen, deutscher Epigraphiker und Archäologe
- 1865: Carl Dorno, deutscher Naturforscher
- 1867: Augustus Herring, US-amerikanischer Flugpionier
- 1867: Eugen von Hippel, deutscher Augenarzt

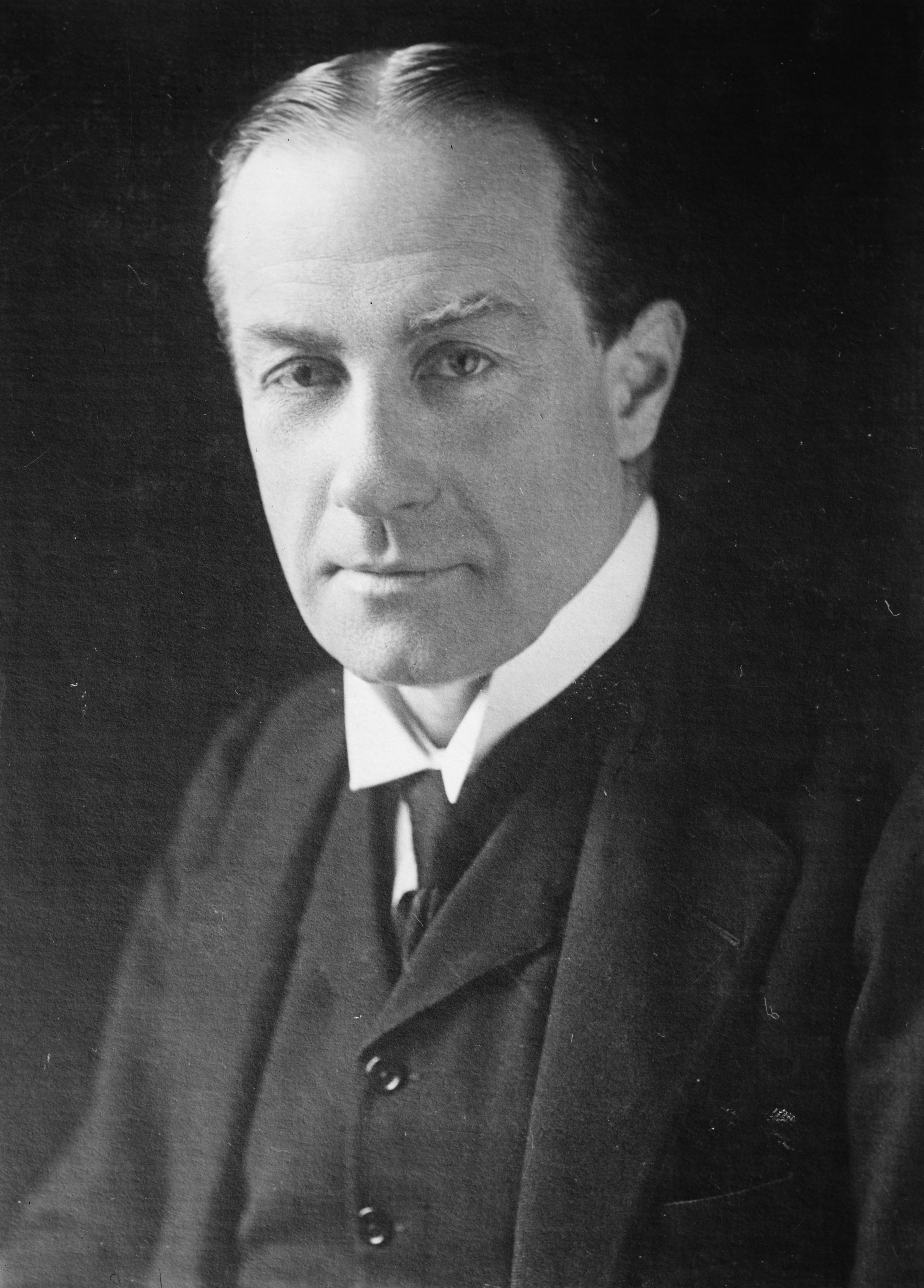
Stanley Baldwin (* 1867)

- 1867: Stanley Baldwin, britischer Politiker und Premierminister
- 1869ː Aurelia Josz, italienische Autorin und Pädagogin, Opfer der Shoa
- 1870: Millie Peacock, australische Parlamentssprecherin von Victoria
- 1871: Matthias Ehrenfried, deutscher Priester, Bischof von Würzburg, „Widerstandsbischof“ gegen das NS-Regime
- 1871: Hàm Nghi, 8. Kaiser der vietnamesischen Nguyễn-Dynastie
- 1871: Vernon Louis Parrington, US-amerikanischer Literaturwissenschaftler und Historiker
- 1872: Haakon VII., König von Norwegen
- 1872: Christian Schreiber, deutscher Bischof
- 1874: Fritz Rehn, deutscher Richter, erster Präsident des Volksgerichtshofs

#### 1876–1900
- 1876: Elisabeth Andrae, deutsche Malerin
- 1876: Luis Felipe Arias, guatemaltekischer Pianist und Komponist
- 1878: Constantino Gaito, argentinischer Komponist
- 1882: Anna Exl, österreichische Theaterschauspielerin und -intendantin
- 1882: Louis Biester, deutscher Politiker, MdR
- 1882: Segundo Luis Moreno, ecuadorianischer Komponist
- 1883: Karl Riedel, deutscher Jurist und Politiker

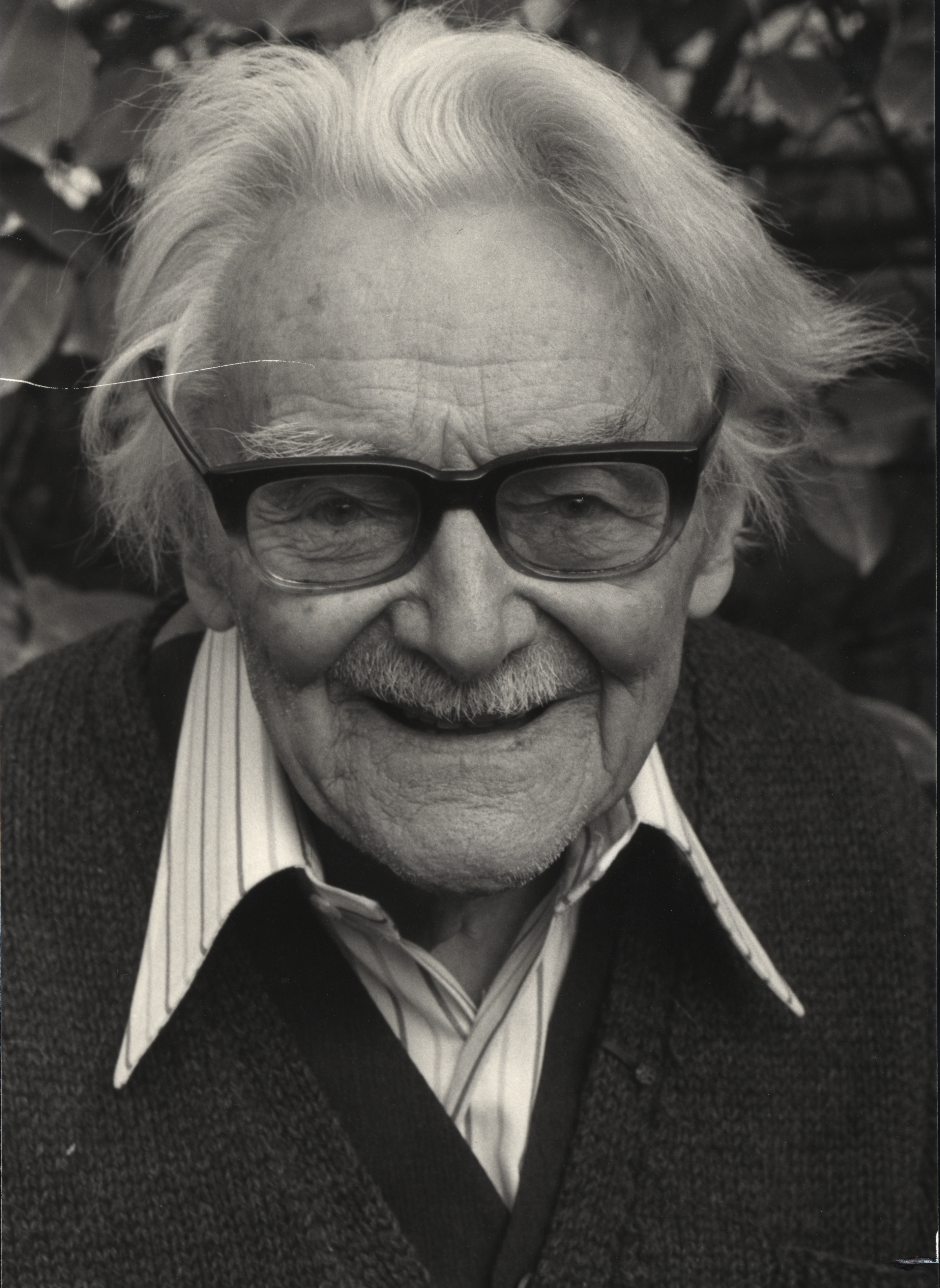
Josias Braun-Blanquet (* 1884)

- 1884: Josias Braun-Blanquet, Schweizer Botaniker
- 1884: Georges Boillot, französischer Automobilrennfahrer und Kampfflieger im Ersten Weltkrieg
- 1884: Ilse Heller-Lazard, deutsch-schweizerische Malerin
- 1884: Robert Schröder, deutscher Gynäkologe
- 1887: Ernst Deutsch-Dryden, österreichischer Grafik- und Modedesigner
- 1887: Rupert Brooke, britischer Poet
- 1888: Agnes Gerlach, deutsche Frauenrechtlerin und Kommunalpolitikerin
- 1888: August Kubizek, Freund Adolf Hitlers während dessen Wiener Zeit
- 1888: Ferdinand von Lüninck, deutscher Gutsbesitzer und Offizier
- 1890: Konstantin Stepanowitsch Melnikow, russischer Architekt
- 1890: Josef Friedrich Perkonig, österreichischer Schriftsteller

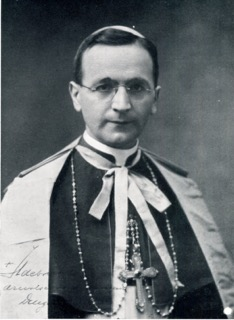
Ildebrando Antoniutti (* 1898)

- 1890: Marianne Schmidl, österreichische Ethnologin und Bibliothekarin, Opfer des Shoa
- 1891: Maria Kahle, deutsche Schriftstellerin
- 1893: Felix Tarbuk, österreichischer Oberstleutnant der deutschen Wehrmacht
- 1893: Walter Gordon, deutscher Physiker
- 1894: Harry Heilmann, US-amerikanischer Baseballspieler
- 1897: Jóhannes Gunnarsson, römisch-katholischer Bischof und Apostolischer Vikar in Island
- 1898: Herbert Behrens-Hangeler, deutscher Maler und Grafiker
- 1898: Ildebrando Antoniutti, vatikanischer Diplomat und Kurienkardinal
- 1898: Bruder Adam, deutscher Imker
- 1899: Louis Chiron, monegassischer Automobilrennfahrer
- 1899: Hanny Christen, Schweizer Sammlerin von Volksmusik
- 1899: Marie-Louise von Rogister, deutsche Malerin des Informel
- 1900: Richard Berger, deutscher Lehrer und Heimatforscher
- 1900: Heinrich Schönfeld, österreichischer Fußballspieler
- 1900: Duy Tân, elfter Kaiser der vietnamesischen Nguyễn-Dynastie

### 20. Jahrhundert

#### 1901–1925

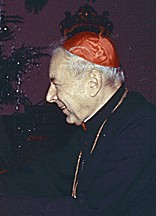
Stefan Wyszyński (* 1901)

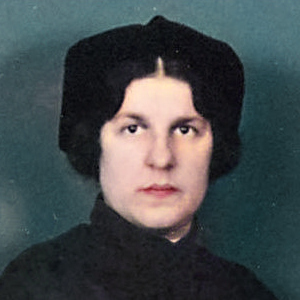
Regina Jonas (* 1902)

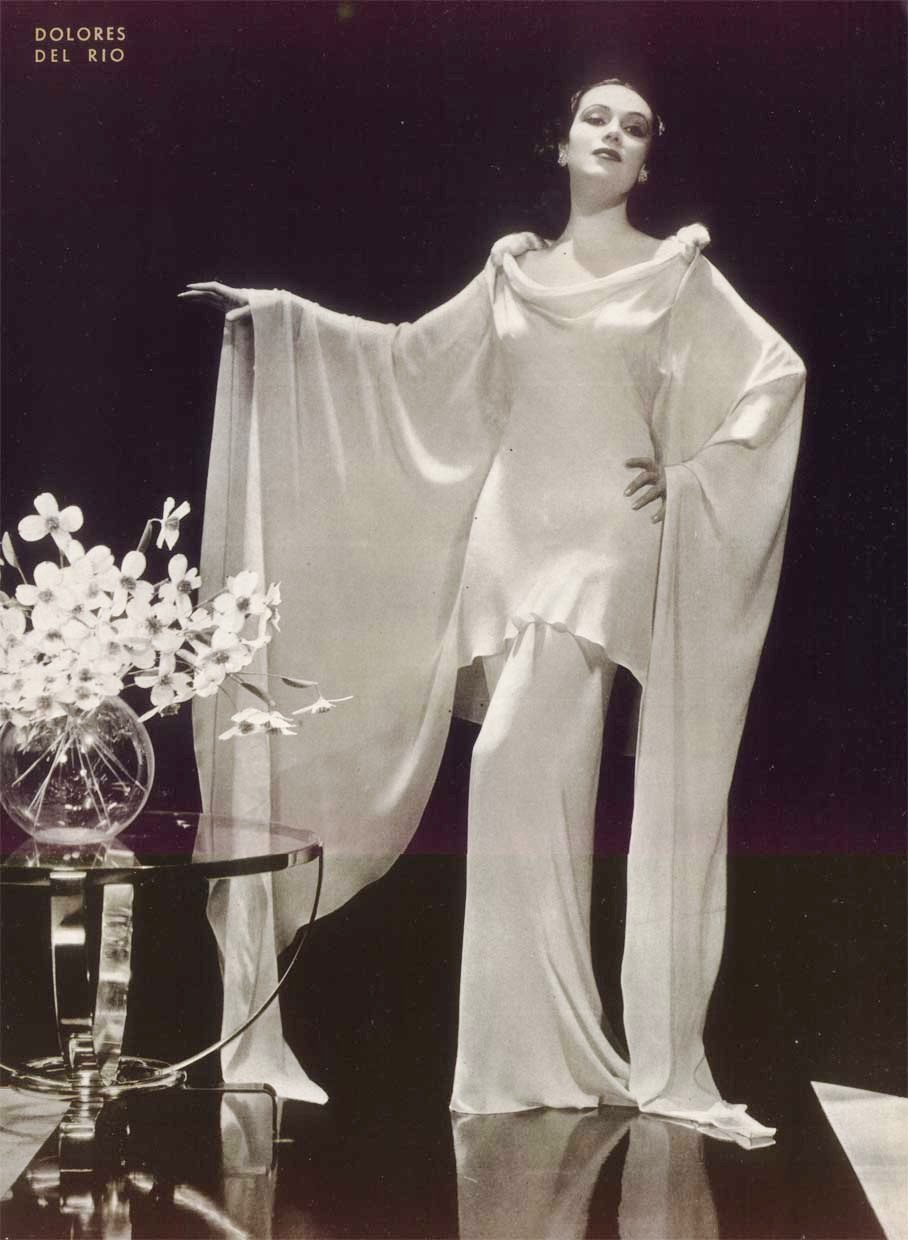
Dolores del Río (* 1905)

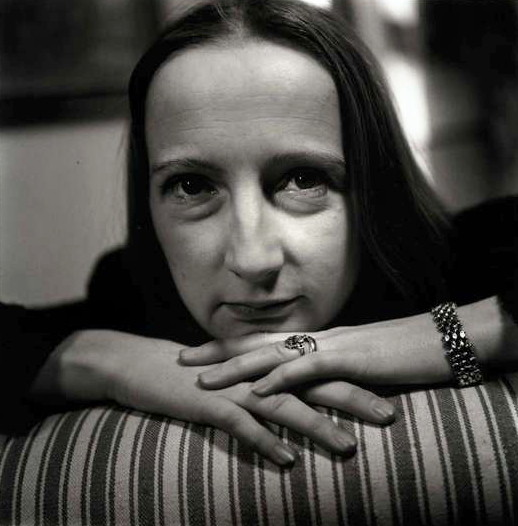
Birgit Cullberg (* 1908)

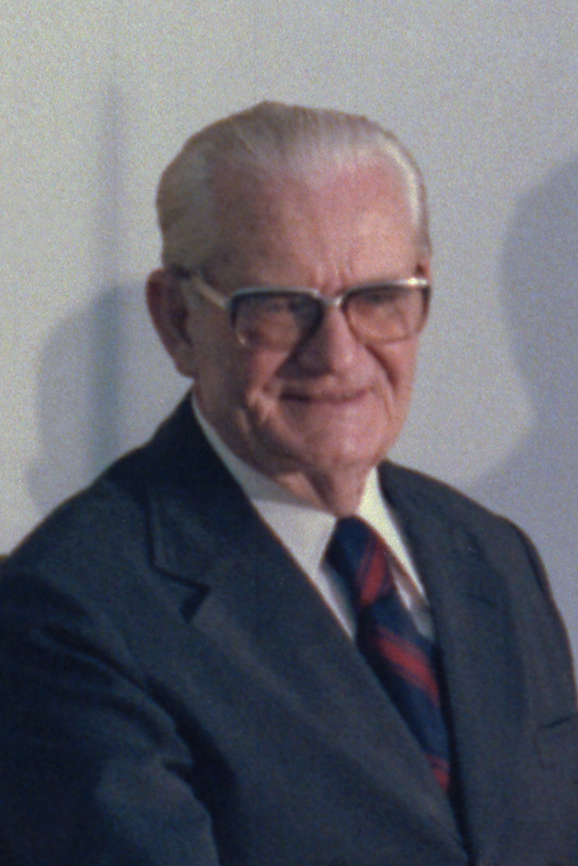
Ernesto Geisel (* 1908)

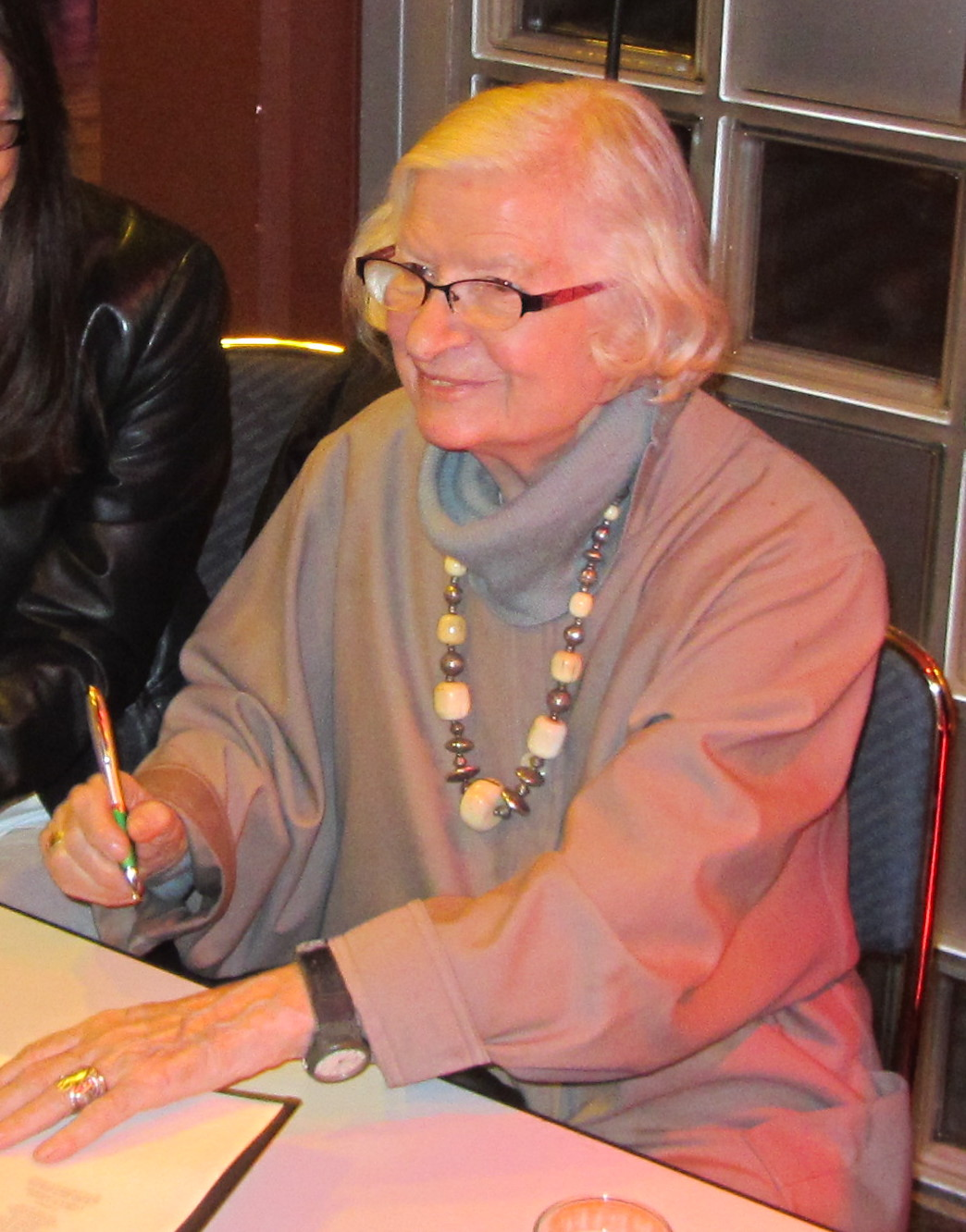
P. D. James (* 1920)

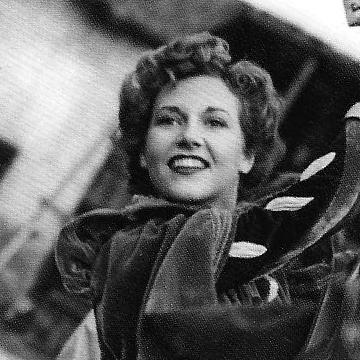
Rona Anderson (* 1926)

- 1901: Friedrich-Wilhelm Krummacher, Bischof der Pommerschen Evangelischen Kirche
- 1901: Antonie Nopitsch, deutsche Sozialarbeiterin, Gründerin des „Bayerischen Mütterdienstes“
- 1901: Stefan Wyszyński, Erzbischof von Gnesen und Warschau und Kardinal
- 1902: Junius F. Brown, US-amerikanischer Psychologe
- 1902: Achim Gercke, deutscher Biologe
- 1902: Regina Jonas, erste in Deutschland praktizierende Rabbinerin, NS-Opfer
- 1902: Martin Noth, deutscher Theologe
- 1902: Helene Potetz, österreichische Politikerin
- 1903: Habib Bourguiba, tunesischer Präsident
- 1903: Sonja Bragowa, deutsche Ausdrucks-, Revue- und Solotänzerin
- 1903: Rudolf Wolters, deutscher Architekt
- 1904: Gisbert Kley, deutscher Jurist und Politiker, MdB
- 1904: Wilhelm Naegel, deutscher Politiker, MdL, MdB
- 1904: Clifford D. Simak, US-amerikanischer Journalist und Autor
- 1904: Dolores del Río, mexikanische Filmschauspielerin
- 1905: Franz König, österreichischer Priester und Theologe, Militärbischof, Erzbischof von Wien und Kardinal
- 1906: John H. Auer, US-amerikanischer Regisseur und Produzent
- 1906: Andreas Frederik Djurhuus, färöischer Postbeamter und Politiker
- 1907: Irmgart Wessel-Zumloh, deutsche Malerin und Grafikerin
- 1907: Yang Shangkun, chinesischer Politiker, Staatspräsident
- 1908: Birgit Cullberg, schwedische Choreografin
- 1908: Ernesto Geisel, brasilianischer Staatspräsident
- 1909: José María de Areilza, spanischer Diplomat und Politiker
- 1909: Eduard Hundt, deutscher Fußballspieler
- 1909: Walter Van Tilburg Clark, US-amerikanischer Schriftsteller
- 1910: Wilhelm Jentzsch, deutscher Politiker, MdB
- 1911: Manuel Esperón, mexikanischer Filmkomponist
- 1912: Fritz Hellwig, deutscher Politiker, MdB, MdEP
- 1912: Otto Siffling, deutscher Fußballspieler
- 1913: Raimund Bauer, österreichischer Heimatforscher
- 1915: Donald R. Griffin, US-amerikanischer Zoologe
- 1915: Louise Platt, US-amerikanische Schauspielerin
- 1916: Hertha Feiler, österreichische Schauspielerin
- 1917: Rudolf Gnägi, Schweizer Politiker
- 1917: Charlie Shavers, US-amerikanischer Jazz-Trompeter
- 1918: Olivier Alain, französischer Organist, Pianist, Musikwissenschaftler und Komponist
- 1918: Eddie Jefferson, US-amerikanischer Jazz-Sänger
- 1919: Jean Estager, französischer Automobilrennfahrer
- 1920: Norman Dewis, britischer Test- und Automobilrennfahrer
- 1920: P. D. James, britische Krimi-Schriftstellerin
- 1921: Gert von Kortzfleisch, deutscher Betriebswirtschaftswissenschaftler, Professor und Hochschullehrer
- 1921: Marilyn Maxwell, US-amerikanische Schauspielerin
- 1922: Tom Kines, kanadischer Folk-Sänger, Volksmusiksammler und Multiinstrumentalist
- 1922: Kurt Zips, österreichischer Schauspieler
- 1923: Jean Hagen, US-amerikanische Schauspielerin
- 1923: Schenuda III., Patriarch des Stuhles vom Heiligen Markus der Koptischen Kirche
- 1924: Karl Kromer, österreichischer Prähistoriker
- 1924: Leon Uris, US-amerikanischer Schriftsteller
- 1925: Gottfried Kramer, deutscher Schauspieler
- 1925: Alain Touraine, französischer Soziologe

#### 1926–1950
- 1926: Rona Anderson, britische Schauspielerin

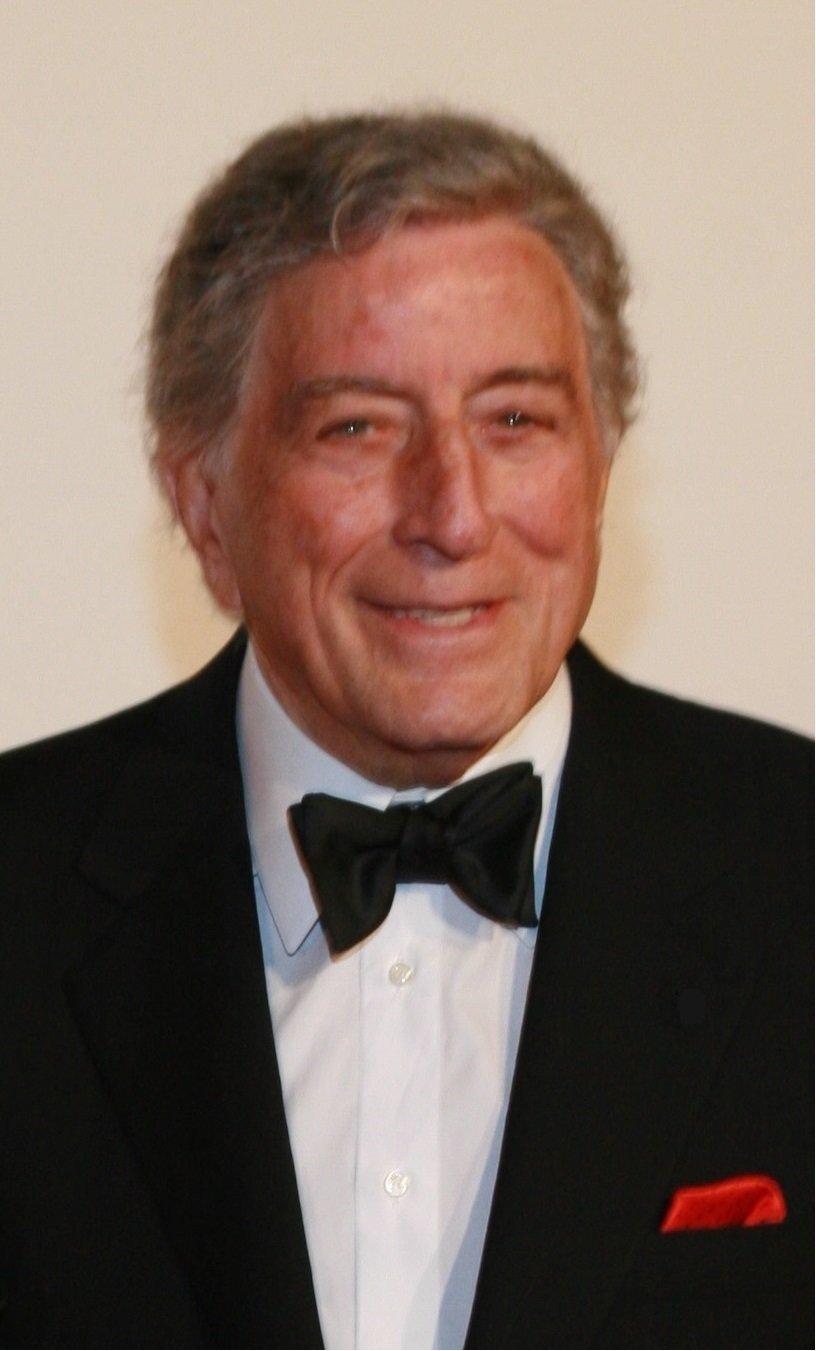
Tony Bennett (* 1926)

- 1926: Tony Bennett, US-amerikanischer Sänger
- 1926: Anthony Sampson, britischer Journalist und Schriftsteller
- 1927: Walter Meier, deutscher Leichtathlet
- 1927: Gordon Scott, US-amerikanischer Schauspieler
- 1928: Cécile Aubry, französische Schauspielerin, Regisseurin und Autorin
- 1929: Geoffrey Heskett, australischer Basketballspieler
- 1929: Bethel Leslie, US-amerikanische Schauspielerin
- 1929: Sebastian Lybeck, finnischer Kinderbuchautor
- 1930: Kenneth Anthony Angell, US-amerikanischer Altbischof
- 1932: Ewald Hasler, Liechtensteiner Radsportler
- 1932: Tiago Postma, niederländischer Geistlicher
- 1933: Philippe Bonzon, Schweizer Schriftsteller

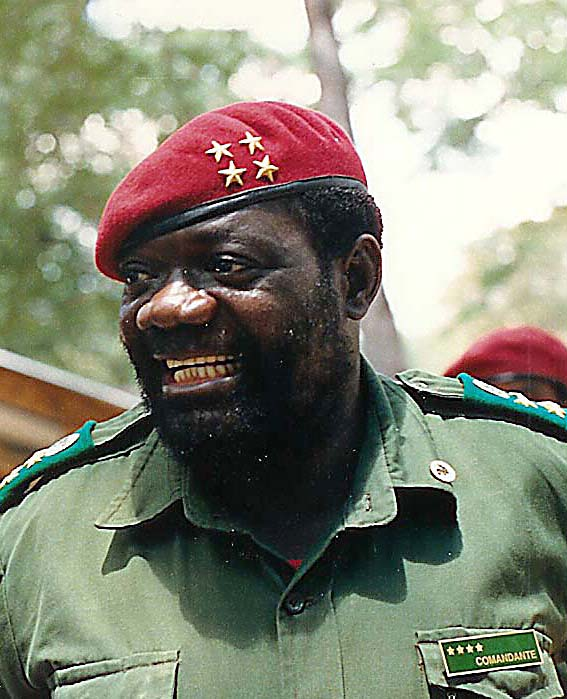
Jonas Savimbi (* 1934)

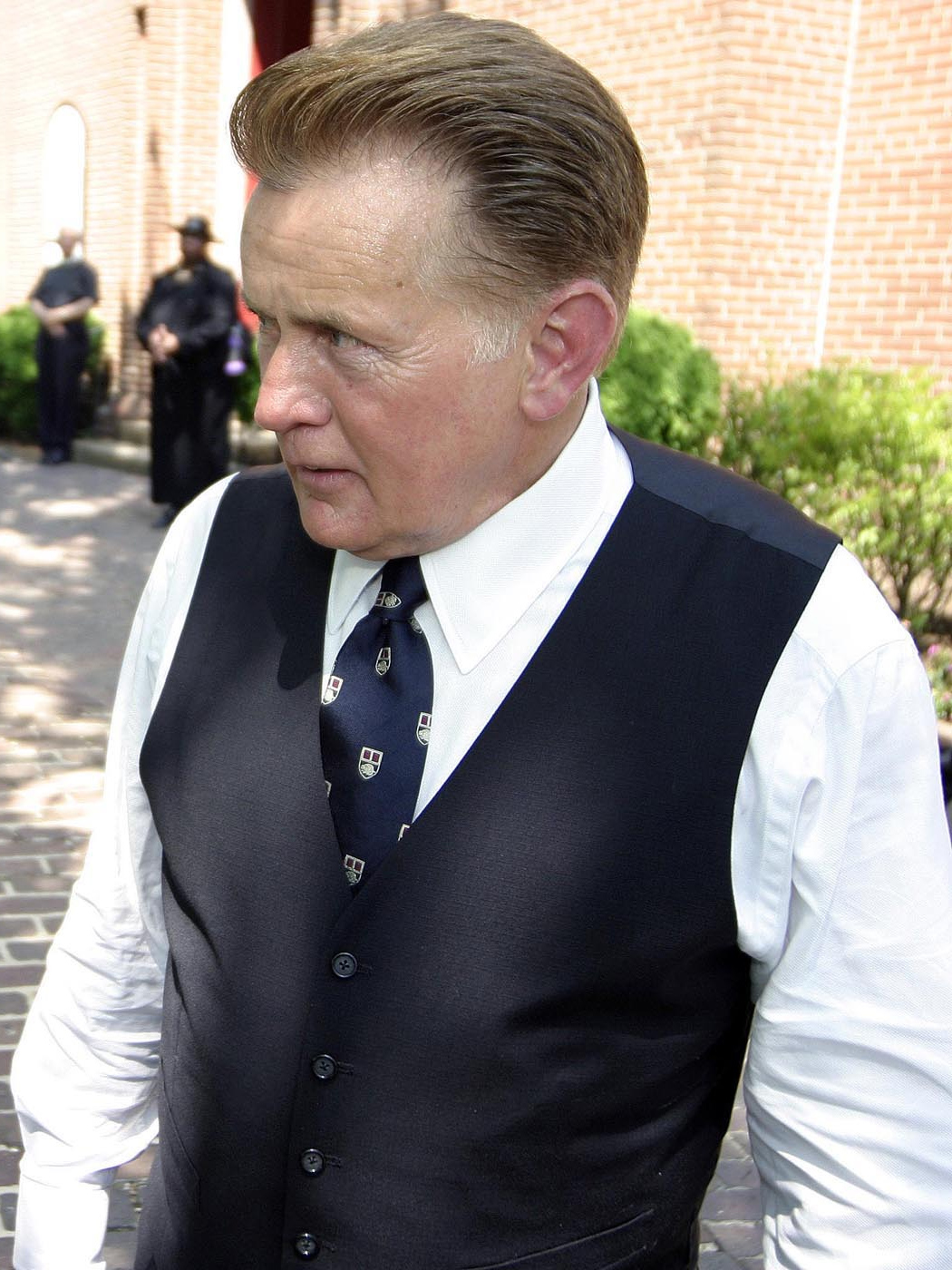
Martin Sheen (* 1940)

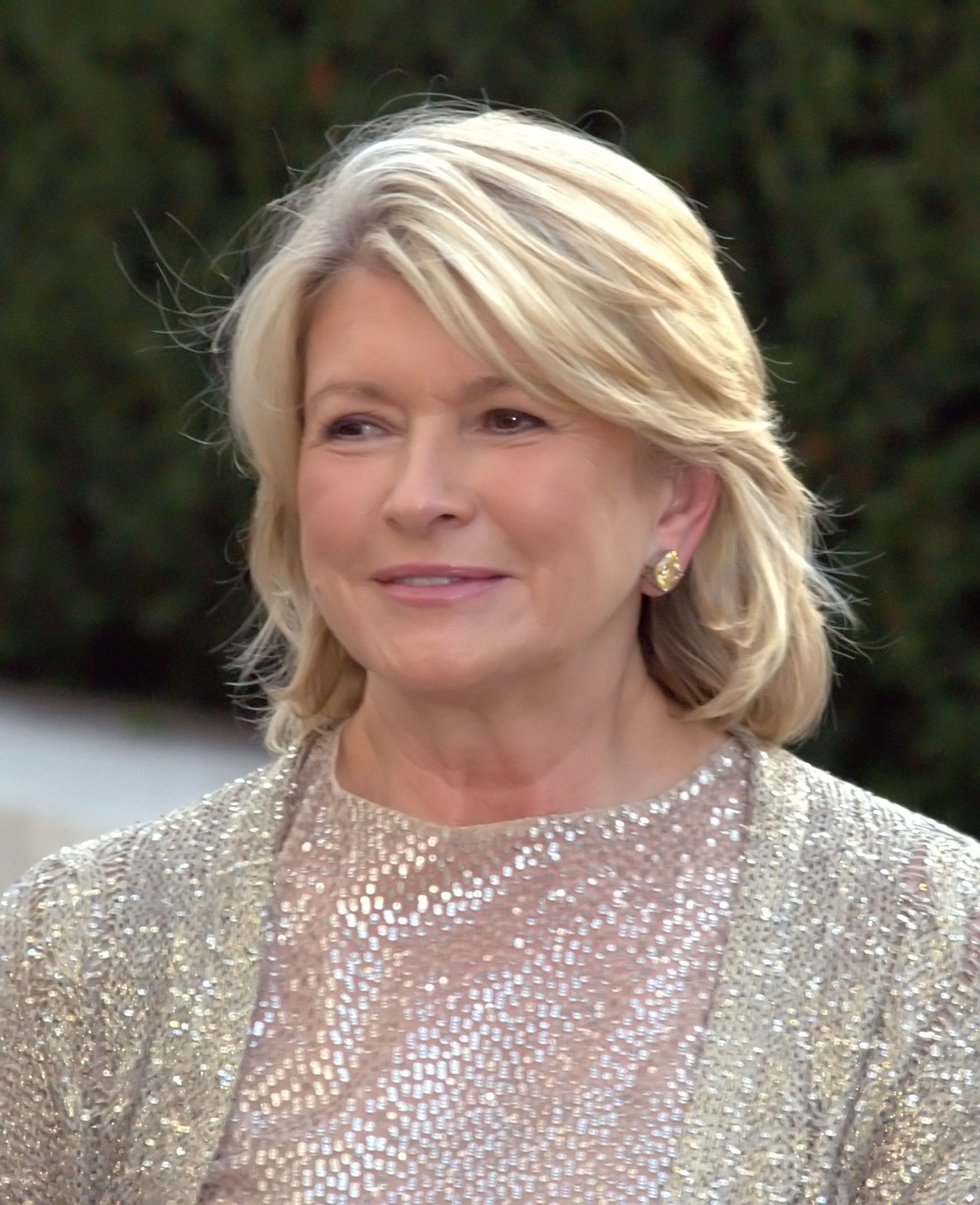
Martha Stewart (* 1941)

- 1934: Jonas Savimbi, angolanischer Politiker, Gründer und Anführer der UNITA-Rebellen
- 1935: Omero Antonutti, italienischer Schauspieler
- 1935: Pål Benum, norwegischer Langstreckenläufer
- 1935: Richard Lamm, US-amerikanischer Politiker
- 1936: Gösta Ågren, finnlandschwedischer Dichter, Übersetzer und Literaturwissenschaftler
- 1936: Erich Hof, österreichischer Fußballspieler und -trainer
- 1936: Vice Vukov, kroatischer Sänger und Politiker
- 1936: Jack Wilson, US-amerikanischer Pianist, Arrangeur und Komponist
- 1937: Andrés Gimeno, spanischer Tennisspieler
- 1937: Reiner Groß, deutscher Archivar und Historiker
- 1937: Josef Haas, Schweizer Skilangläufer und -trainer sowie Politiker
- 1938: Ingrid Caven, deutsche Chanson-Sängerin und Schauspielerin
- 1939: Jimmie Nicol, britischer Schlagzeuger
- 1940: Lance Alworth, US-amerikanischer American-Football-Spieler
- 1940: Roscoe Mitchell, US-amerikanischer Jazzmusiker
- 1940: Martin Sheen, US-amerikanischer Schauspieler
- 1941: Hage Geingob, Präsident Namibias
- 1941: Hans-Peter von Kirchbach, deutscher General
- 1941: Martha Stewart, US-amerikanische Unternehmerin
- 1942: Gudrun Gundelach, deutsche Schauspielerin
- 1942: Reinhard Rudolf Heinisch, deutsch-österreichischer Historiker und Hochschulprofessor
- 1942: Hugo Simon, österreichischer Springreiter
- 1943: Steven Millhauser, US-amerikanischer Schriftsteller
- 1943: Rudolf Strahm, Schweizer Ökonom und Politiker
- 1944: Wilhelm Bender, deutscher Manager
- 1944: Roland Bock, deutscher Ringer
- 1944: Christel Frese, deutsche Leichtathletin
- 1945: Jürgen Emig, deutscher Fernsehreporter
- 1945: Domenica Niehoff, deutsche Streetworkerin und Domina
- 1945: Juliane C. Wilmanns, deutsche Medizinhistorikerin und Professorin

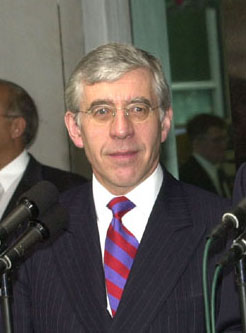
Jack Straw (* 1946)

- 1946: Jack Straw, britischer Politiker
- 1946: Syreeta, US-amerikanische Soul-Sängerin und Songschreiberin
- 1946: John York, US-amerikanischer Musiker
- 1947: Francisco José Lombardi, peruanischer Filmregisseur und -produzent
- 1947: Inge Schneider, deutsche Filmeditorin
- 1948: Mirko Kovats, österreichischer Investor
- 1948: Jean-Pierre Raffarin, französischer Premierminister
- 1949: Christoph Geiser, Schweizer Schriftsteller
- 1949: Waleri Iwanowitsch Wassiljew, sowjetischer Eishockeyspieler
- 1950: Waldemar Cierpinski, deutscher Marathonläufer, Olympiasieger
- 1950: John Landis, US-amerikanischer Filmregisseur
- 1950: Jo Marie Payton, US-amerikanische Schauspielerin
- 1950: Alfred Sauter, deutscher Politiker

#### 1951–1975
- 1951: Marcel Dionne, kanadischer Eishockeyspieler
- 1951: Ralf Fücks, deutscher Politiker

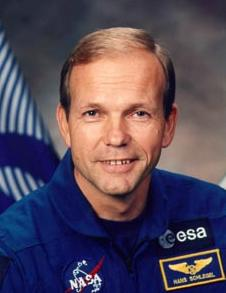
Hans Wilhelm Schlegel (* 1951)

- 1951: Hans Wilhelm Schlegel, deutscher Astronaut
- 1951: Aldo Zenhäusern, Schweizer Eishockeyspieler
- 1952: Osvaldo Ardiles, argentinischer Fußballspieler
- 1952: Axel Schäfer, deutscher Politiker
- 1953: Nina Corti, Schweizer Flamenco-Tänzerin
- 1953: Michael Lerchenberg, deutscher Schauspieler, Regisseur und Intendant
- 1953: Frederik D. Tunnat, deutscher Biograf und Schriftsteller
- 1953: Eberhard Weise, deutscher Bobsportler
- 1954: Robert Atwell, britischer Bischof
- 1954: Juan Antonio Corbalán, spanischer Basketballspieler
- 1956: Ian Crichton, kanadischer Musiker
- 1956: Graeme Koehne, australischer Komponist
- 1957: Sabine Doering-Manteuffel, deutsche Volkskundlerin
- 1957: Bodo Rudwaleit, deutscher Fußballspieler
- 1958: Peter Eriksson, schwedischer Politiker

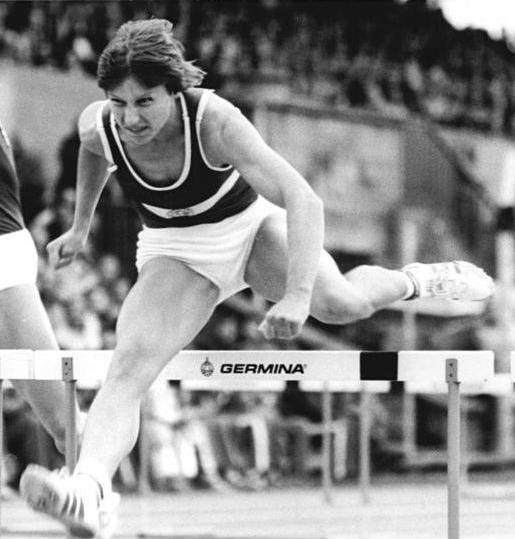
Bettine Jahn (* 1958)

- 1958: Bettine Jahn, deutsche Leichtathletin
- 1959: Jürgen Martens, deutscher Politiker

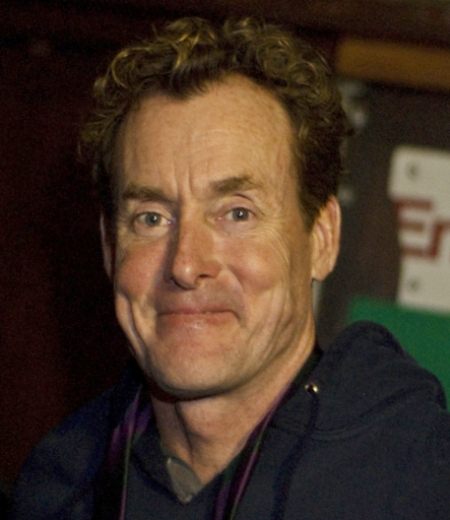
John C. McGinley (* 1959)

- 1959: John C. McGinley, US-amerikanischer Schauspieler, Produzent und Schriftsteller
- 1960: Kim Milton Nielsen, dänischer Fußball-Schiedsrichter
- 1960: Greg Osby, US-amerikanischer Jazz-Saxophonist
- 1961: Jochen Feldmann, deutscher Physiker
- 1961: Uschi Zietsch, deutsche Schriftstellerin
- 1962: Gudrun Abt, deutsche Leichtathletin
- 1962: Doris Bures, österreichische Politikerin
- 1962: Franziska Traub, deutsche Schauspielerin und Kabarettistin
- 1963: Tasmin Archer, britische Sängerin
- 1963: Giovanni Francini, italienischer Fußballspieler
- 1963: James Hetfield, US-amerikanischer Sänger und Rhythmusgitarrist

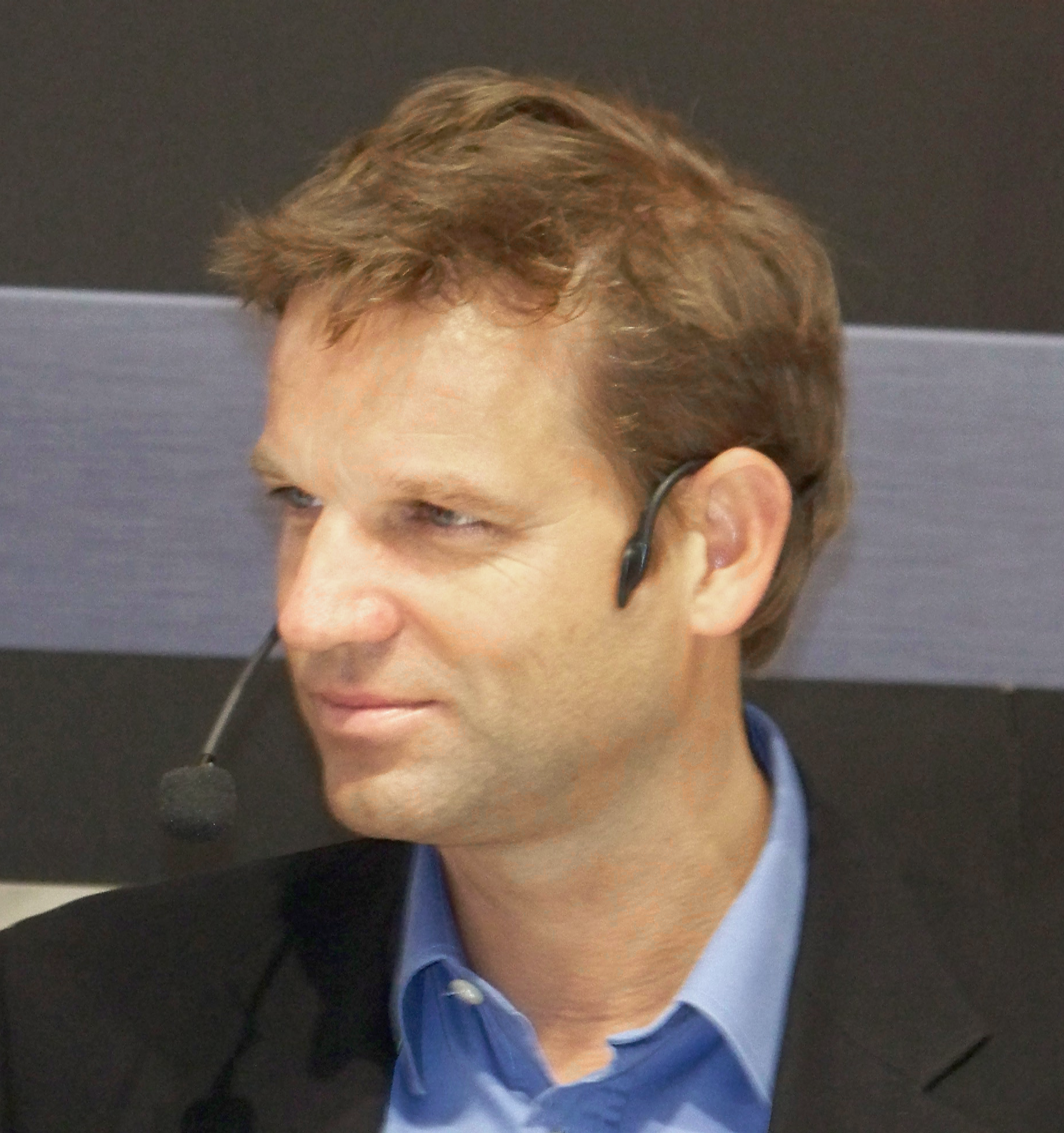
Kai Böcking (* 1964)

- 1964: Kai Böcking, deutscher Hörfunk- und Fernsehmoderator
- 1964: Eyüp Can, türkischer Boxer
- 1964: Lucky Dube, südafrikanischer Musiker
- 1964: Achim Feifel, deutscher Fußballtrainer
- 1964: Joan Higginbotham, US-amerikanische Astronautin
- 1964: Radek Knapp, österreichischer Schriftsteller
- 1964: Matthias Kostya, deutscher Schauspieler und Musicaldarsteller
- 1964: Marcus Llanque, deutscher Politikwissenschaftler
- 1964: Nate McMillan, US-amerikanischer Basketballspieler und -trainer
- 1964: Ulrich Schaal, deutscher Manager und Schriftsteller
- 1964: Abhisit Vejjajiva, thailändischer Politiker
- 1964: Päivi Virta, finnische Eishockeyspielerin
- 1964: Elles Voskes, niederländische Schwimmerin
- 1965: Dariusz Pasieka, polnischer Fußballspieler
- 1965: Beatrice Weder di Mauro, Schweizer Ökonomin
- 1966: Eric Esch, US-amerikanischer Boxer
- 1966: Svenja Pages, deutsche Schauspielerin
- 1967: Camilla Nilsson, schwedische Skirennläuferin
- 1967: Peter Truschner, österreichischer Schriftsteller
- 1968: Aamir Ageeb, sudanesischer Flüchtling

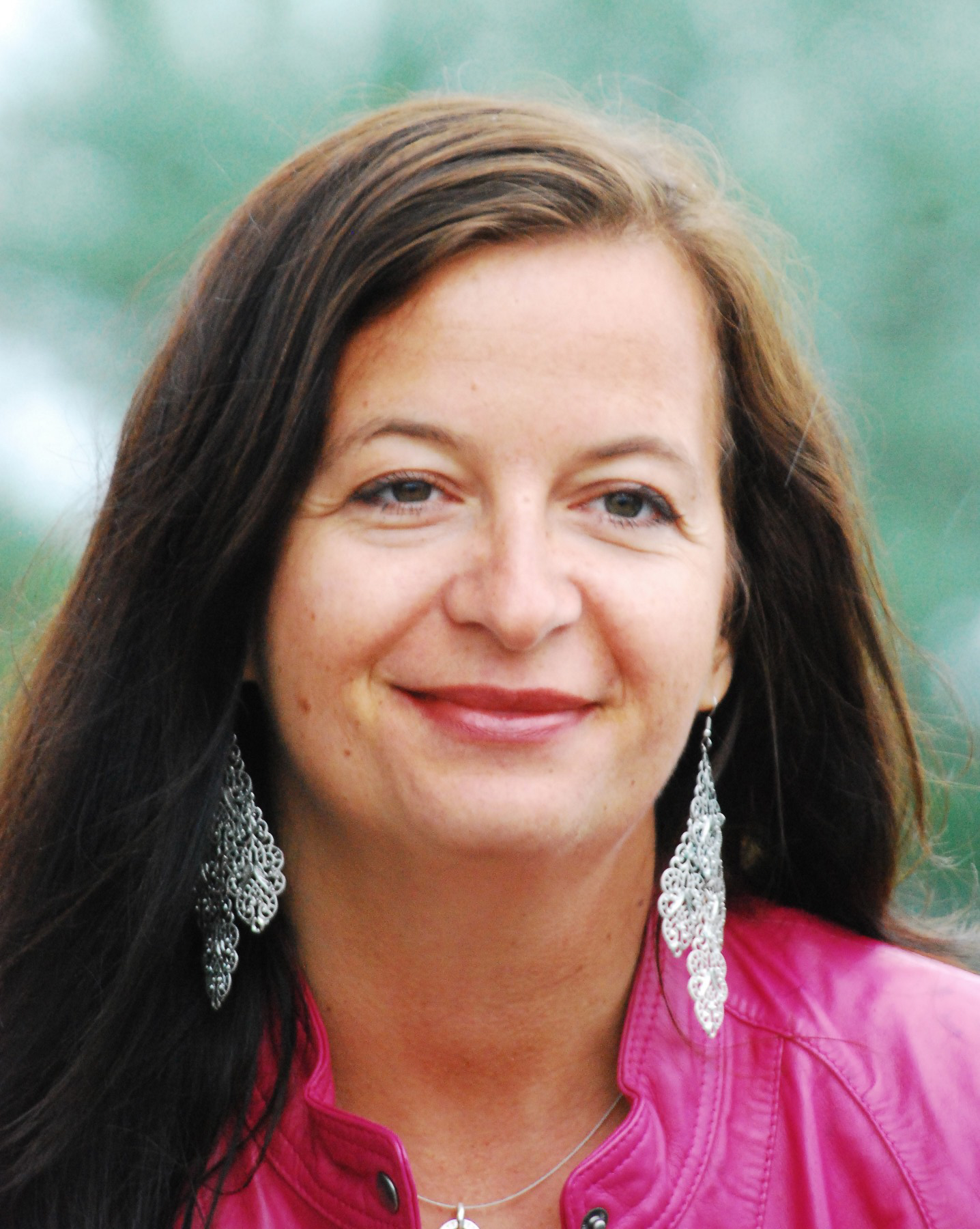
Ulli Sima (* 1968)

- 1968: Ulli Sima, österreichische Politikerin
- 1968: Eyjólfur Sverrisson, isländischer Fußballspieler
- 1969: James Black, kanadischer Eishockeyspieler
- 1969: Ingo Oschmann, deutscher Comedian und Fernsehentertainer
- 1969: Claudia Vogt, deutsche Schauspielerin
- 1970: Gina G, australische Popsängerin
- 1970: Masahiro Sakurai, japanischer Game-Designer
- 1971: Yoshitoshi ABe, japanischer Mangaka
- 1972: Erika Marozsán, ungarische Schauspielerin
- 1972: Sandis Ozoliņš, lettischer Eishockeyspieler

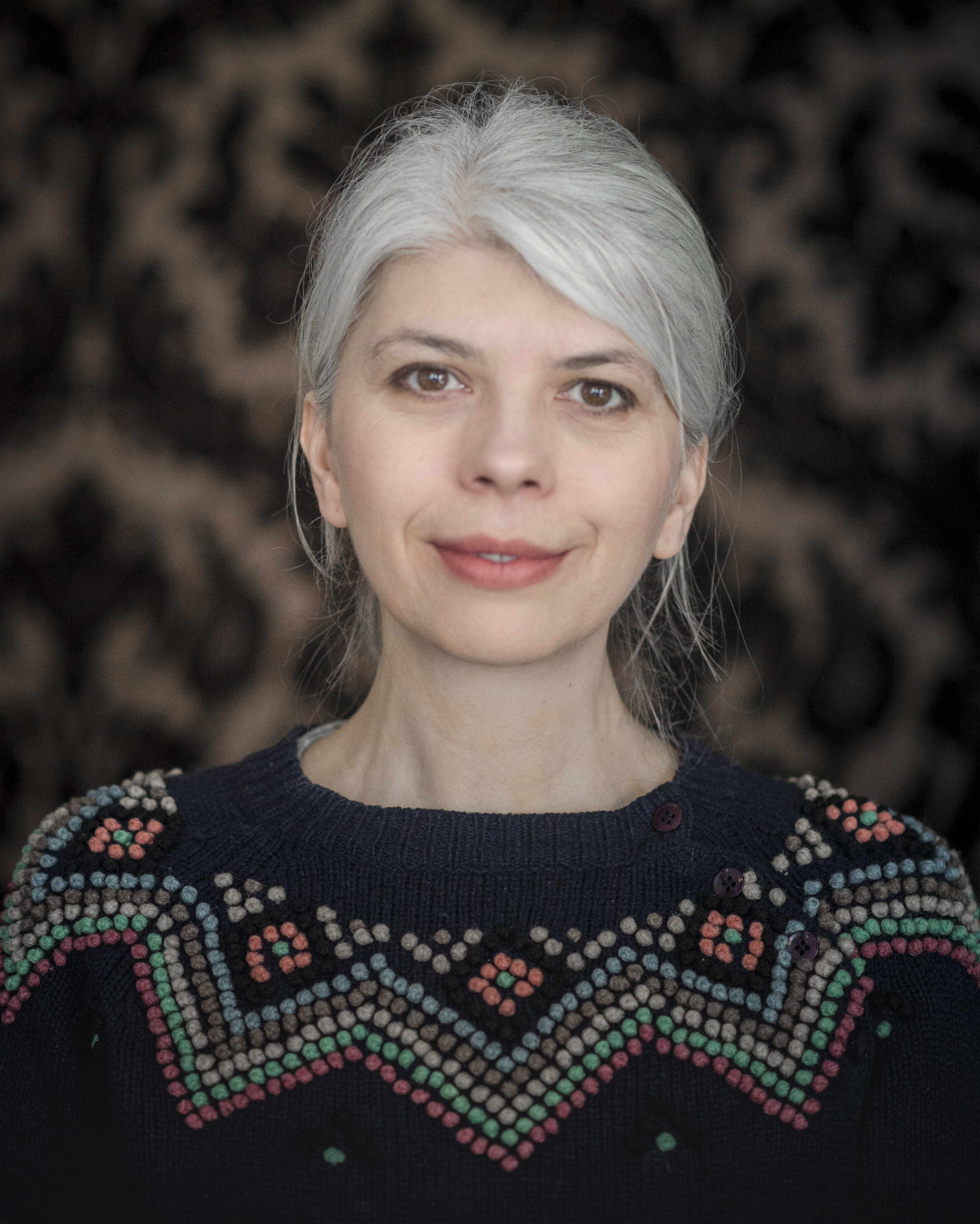
Marica Bodrožić (* 1973)

- 1973: Marica Bodrožić, deutsche Schriftstellerin
- 1973: Roland Diethart, österreichischer Skilangläufer und -trainer
- 1973: Stephen Graham, britischer Schauspieler
- 1973: Daniel Stephan, deutscher Handballspieler
- 1973: Katja Studt, deutsche Schauspielerin
- 1973: Arūnas Vaškevičius, litauischer Handballspieler
- 1974: Oxmo Puccino, französischer Rapper
- 1974: Andreas Schifferer, österreichischer Skirennläufer
- 1975: Felix Brych, deutscher Fußballschiedsrichter
- 1975: Wael Gomaa, ägyptischer Fußballspieler

#### 1976–2000
- 1977: Kriton Arsenis, griechischer Politiker, MdEP
- 1977: Tom Brady, US-amerikanischer American-Football-Spieler
- 1977: Óscar Pereiro, spanischer Radrennfahrer

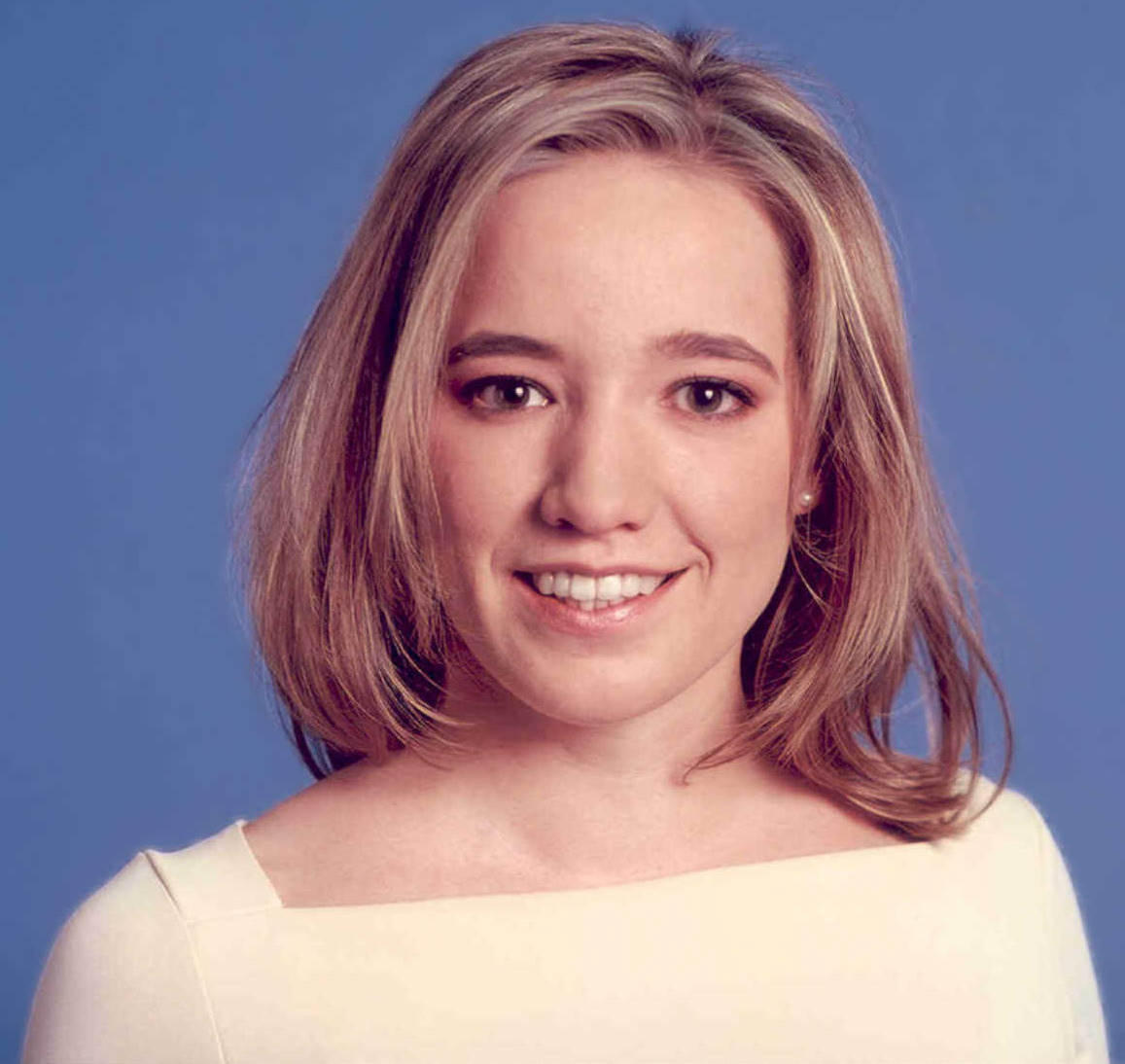
Kristina Schröder (* 1977)

- 1977: Kristina Schröder, deutsche Politikerin, MdB, Bundesministerin
- 1978: Collin Benjamin, namibischer Fußballspieler
- 1978: Ellery Cairo, niederländischer Fußballspieler
- 1978: Dan Tudin, italo-kanadischer Eishockeyspieler
- 1979: Evangeline Lilly, kanadische Schauspielerin
- 1979: Vivian Lindt, deutsche Schlagersängerin
- 1980: Nadia Ali, pakistanisch-US-amerikanische Singer-Songwriterin
- 1981: Pablo Ibáñez, spanischer Fußballspieler
- 1982: Wolodymyr Boschtschuk, ukrainischer Skispringer

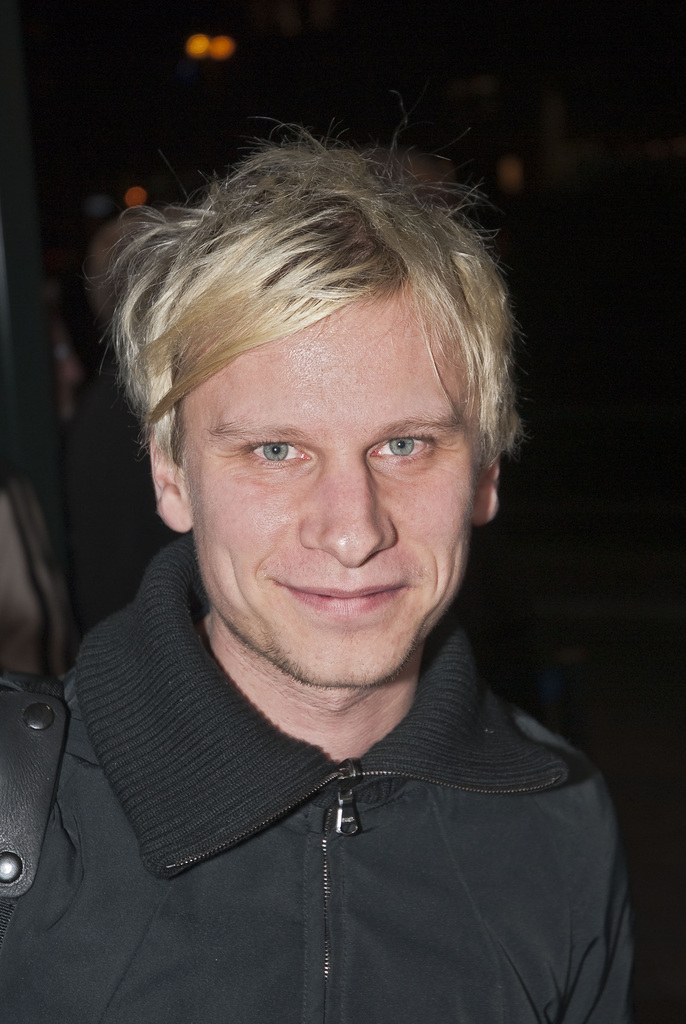
Robert Stadlober (* 1982)

- 1982: Robert Stadlober, österreichischer Schauspieler
- 1983: Mamie Gummer, US-amerikanische Schauspielerin
- 1984: Mile Jedinak, australischer Fußballspieler
- 1984: Kollegah, deutsch-kanadischer Rapper
- 1984: Muhabbet, deutsch-türkischer Sänger
- 1985: Benjamin Herth, deutscher Handballspieler und -trainer
- 1986: Michela Andreola, italienische Biathletin
- 1986: Emil Berggren, schwedischer Handballspieler und -funktionär

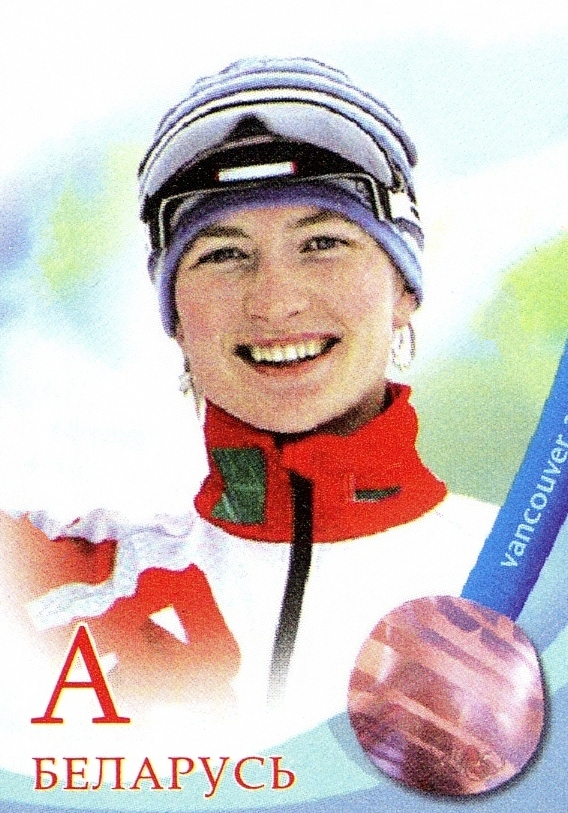
Darja Domratschawa (* 1986)

- 1986: Darja Domratschawa, belarussische Biathletin
- 1986: Thilo Corzilius, deutscher Schriftsteller
- 1987: Eric Breininger, deutscher Terrorist
- 1987: Gary Medel, chilenischer Fußballspieler
- 1988: Sven Ulreich, deutscher Fußballspieler
- 1989: Jules Bianchi, französischer Automobilrennfahrer
- 1989: Melanie Herrmann, deutsche Handballspielerin
- 1989: Ricky Taylor, US-amerikanischer Automobilrennfahrer
- 1990: Mareike Miller, deutsche Rollstuhl-Basketballspielerin
- 1991: Philip Petermann, österreichischer Fußballspieler

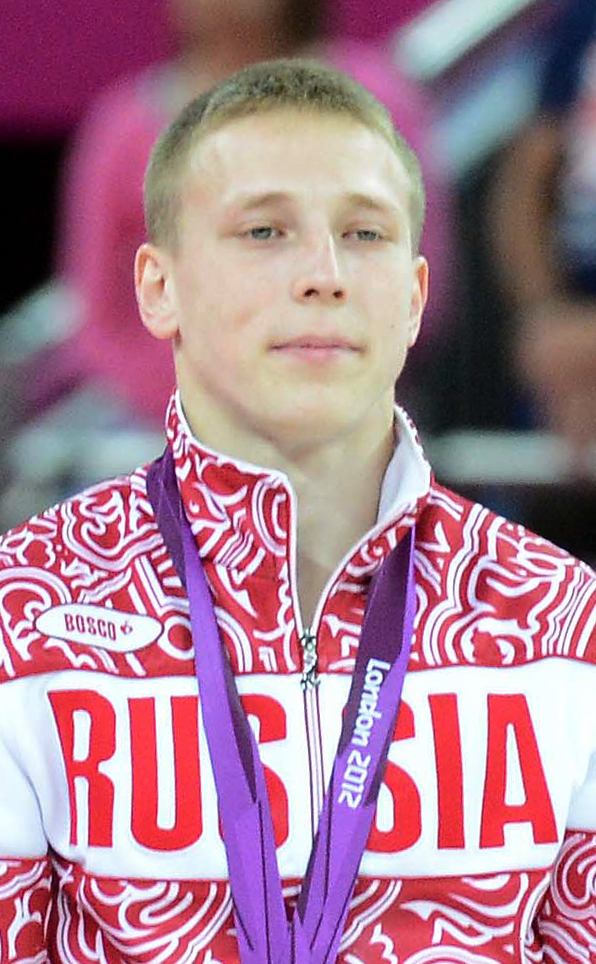
Denis Abljasin (* 1992)

- 1992: Denis Michailowitsch Abljasin, russischer Geräteturner
- 1992: Darren Beveridge, schottischer Dartspieler
- 1992: Daniel Bragg, australischer Fußballspieler
- 1992: Oliver Buff, Schweizer Fußballspieler
- 1992: Jannik Vestergaard, dänisch-deutscher Fußballspieler
- 1993: Tom Liebscher, deutscher Kanute
- 1993: Matteo Politano, italienischer Fußballspieler
- 1993: Paula Riemann, deutsche Regisseurin und Schauspielerin
- 1994: Endogan Adili, Schweizer Fußballspieler
- 1994: Todd Gurley, US-amerikanischer American-Football-Spieler
- 1994: Corentin Tolisso, französischer Fußballspieler
- 1995: David Hürten, deutscher Schauspieler
- 1995: Kenta Yamashita, japanischer Automobilrennfahrer
- 1996: Luca Tribondeau, österreichischer Freestyle-Skier
- 1997: Emilia Bernsdorf, deutsche Schauspielerin
- 1997: Derek Gee, kanadischer Radrennfahrer
- 1998: Florian Dietz, deutscher Fußballspieler
- 1998: Emily Hegarty, irische Ruderin
- 1999: Nemo, nichtbinäre Schweizer Person
- 2000: Tony Arbolino, italienischer Motorradrennfahrer
- 2000: Landry Bender, US-amerikanische Schauspielerin
- 2000: Lukas Alexander von Horbatschewsky, deutscher Schauspieler

### 21. Jahrhundert
- 2002: Patrícia Tajcnárová, slowakische Bobfahrerin und Fußballspielerin
- 2003: Walentina Dimitrowa, bulgarische Biathletin
- 2003: Fabio Miretti, italienischer Fußballspieler

## Gestorben

### Vor dem 17. Jahrhundert
- 0908: Burchard von Thüringen, Graf der sorbischen Mark sowie Markgraf und Herzog der Thüringer
- 0908: Rudolf I., Bischof von Würzburg
- 0940: Benno von Einsiedeln, Bischof von Metz
- 0998: Hildebold, Bischof von Worms
- 1030: Hildeward von Gleißberg, Bischof des Bistums Naumburg-Zeitz
- 1080: Wernher, Abt von St. Lambrecht
- 1100: Otto, Bischof und Reichsfürst von Straßburg
- 1151: Konrad von Feistritz, hochfreier Adeliger
- 1159: Waltheof von Melrose, englischer Abt und Heiliger
- 1171: Herold, Bischof von Würzburg
- 1191: al-Kāsānī, islamischer Rechtsgelehrter
- 1231: Richard Grant, Erzbischof von Canterbury
- 1270: Johann von Damiette, Sohn des Königs Ludwig IX. von Frankreich und der Margarete von Provence
- 1290: Rudolf von Hoheneck, Erzbischof von Salzburg
- 1326: Roger Mortimer, 1. Baron Mortimer of Chirk, englischer Adeliger und Rebell
- 1331: Otto II. von Woldenberg, Bischof von Hildesheim
- 1348: Gauscelin de Jean, französischer Kardinal der katholischen Kirche
- 1383: Wittekind von Schalksberg, Bischof von Minden
- 1387: Johannes von Klenedenst, Bischof von Lübeck
- 1387: Olav II., König von Dänemark und Norwegen
- 1423: Georg von Hohenlohe, Fürstbischof von Passau
- 1451: Elisabeth von Görlitz, Herzogin von Luxemburg

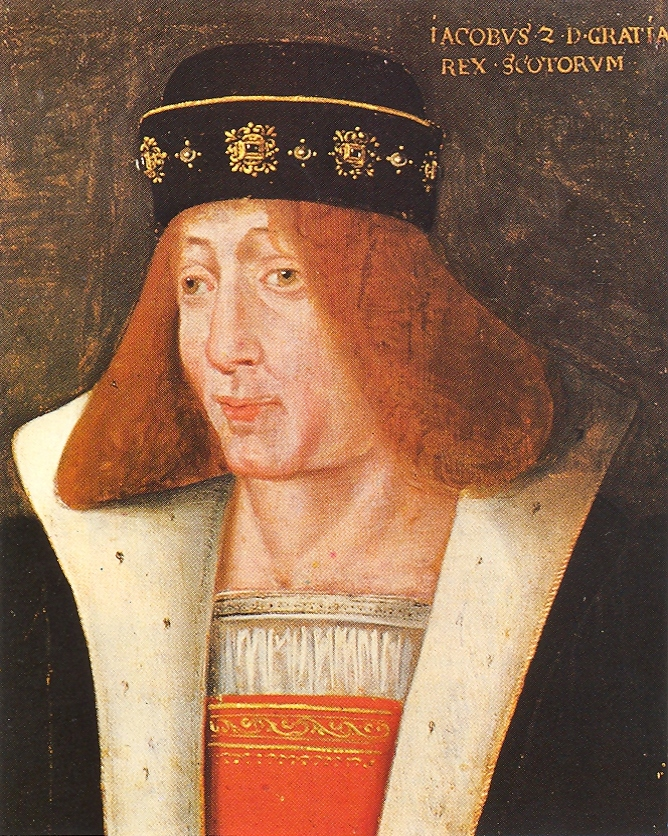
Jakob II. († 1460)

- 1460: Jakob II., König von Schottland
- 1468: Henning Iven, Bischof von Cammin
- 1479: Giacopo Antonio Venier, Kardinal der katholischen Kirche, Bischof von Syrakus, León und Cuenca
- 1486: Angelus Geraldini, Diplomat, Bischof von Sessa Aurunca und Cammin
- 1513: Ernst II. von Sachsen, Erzbischof von Magdeburg und Administrator von Halberstadt
- 1527: Scaramuccia Trivulzio, italienischer Kardinal
- 1530: Philibert de Chalon, Fürst von Orange, Herzog von Gravina, Graf von Tonnerre und Charny sowie Herr von Arlay und Nozeroy
- 1530: Francesco Ferrucci, italienischer Heerführer
- 1533: Johannes II. Leiterbach, Abt des Zisterzienserklosters in Ebrach
- 1546: Antonio da Sangallo der Jüngere, italienischer Architekt
- 1553: Thomas Atzersen, deutscher Pfarrer
- 1559: Andreas von Barby, dänischer Politiker und Bischof von Lübeck
- 1573: William Kirkcaldy of Grange, schottischer Politiker und Feldherr
- 1599: Elisabeth Strupp, Opfer der Hexenverfolgungen in Gelnhausen

### 17. Jahrhundert

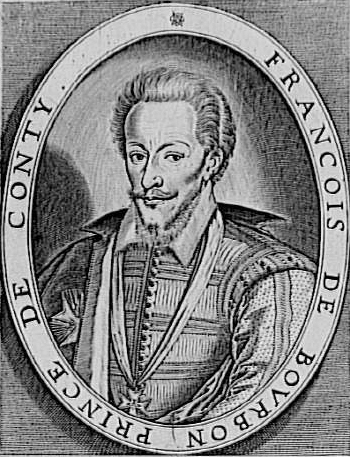
François de Bourbon († 1614)

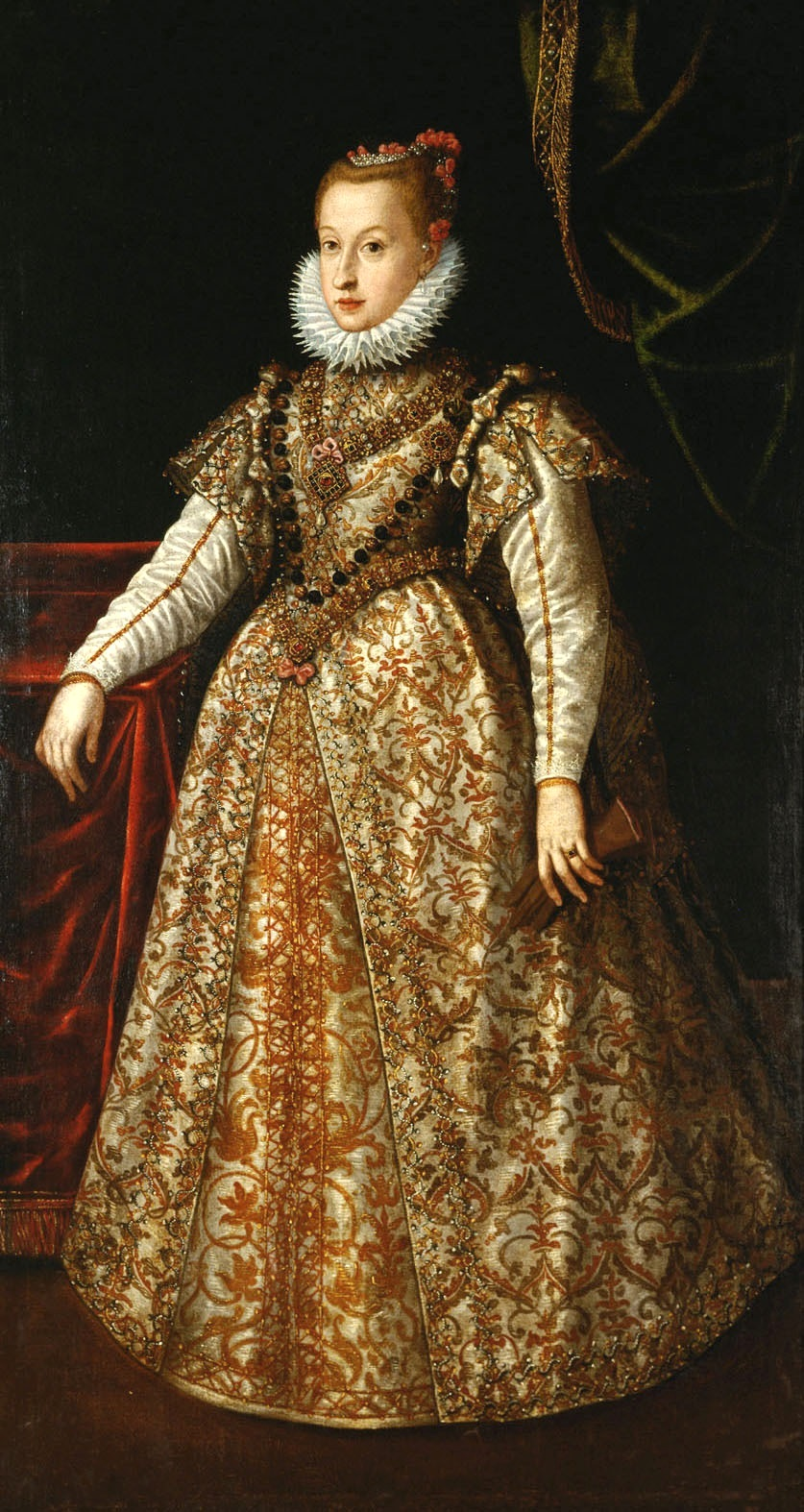
Anna Caterina Gonzaga († 1621)

- 1614: François de Bourbon, prince de Conti, Fürst von Conti, souveräner Fürst von Chateau-Regnault, Ritter der königlichen Orden, Heerführer während der Religionskriege
- 1616: Hans Meinhard von Schönberg, deutscher Feldobrister und Hofmeister
- 1619: Dorothy Percy, Countess of Northumberland, englische Adelige
- 1621: Anna Caterina Gonzaga, Prinzessin von Mantua und Montferrat, Fürstin von Tirol
- 1632: Josua Stegmann, deutscher Theologe und Kirchenliederdichter
- 1634: Adam Philipp XI. von Cronberg, hessischer Reichsgraf und kaiserlicher Generalwachtmeister
- 1638: Philipp Moritz von Hanau-Münzenberg, Graf von Hanau-Münzenberg
- 1645: Franz von Mercy, deutscher Feldherr in Diensten der Katholischen Liga
- 1656: Giangiacomo Teodoro Trivulzio, italienischer Kardinal und Politiker
- 1680: Tomáš Pešina z Čechorodu, tschechischer Historiker und Schriftsteller
- 1683: Georg Rimpler, Festungsbauer und Mineur im deutschsprachigen Raum
- 1686: Anna Margarete, Prinzessin von Hessen-Homburg und Herzogin von Schleswig-Holstein-Sonderburg-Wiesenburg
- 1688: Christian Dreier, deutscher lutherischer Theologe
- 1690: Gottfried Meisner, deutscher evangelischer Theologe
- 1692: Hugh Mackay, schottischer General

### 18. Jahrhundert
- 1702: Antonio Porta, italienischer Baumeister, Architekt und Bauunternehmer
- 1711: Tobias Holländer, Vogtherr, Ratsherr, Säckelmeister, Gesandter und Bürgermeister der Stadt Schaffhausen
- 1713: Johann Caspar de Gabrieli, deutscher Stuckateur
- 1715: Conrad von Rosen, livländischer General in französischen Diensten, Marschall von Frankreich
- 1716: Sebastián Durón, spanischer Organist und Komponist
- 1719: Johann Philipp von Greiffenclau zu Vollraths, Fürstbischof von Würzburg, Herzog in Franken
- 1720: Anthonie Heinsius, niederländischer Staatsmann und Ratspensionär

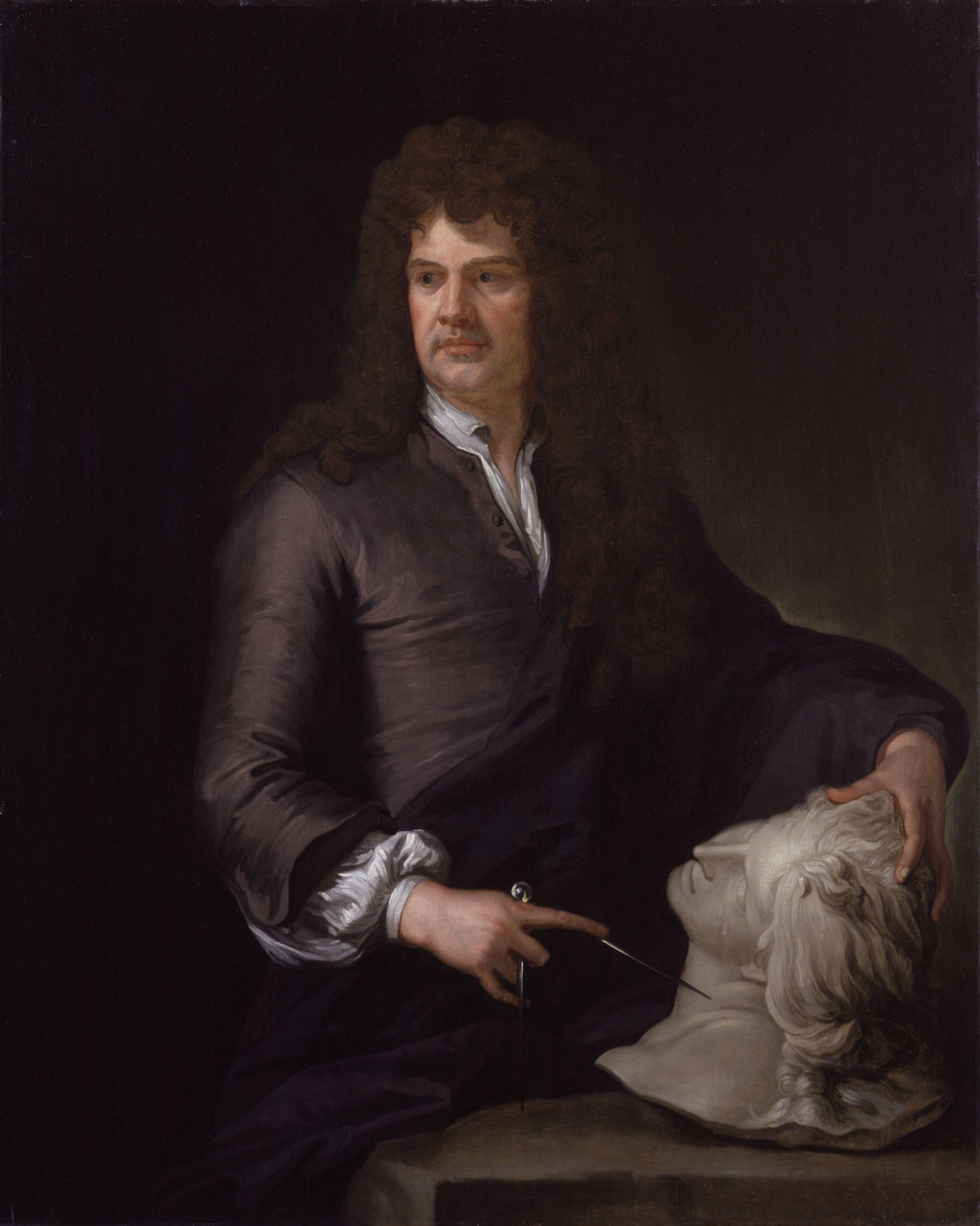
Grinling Gibbons († 1721)

- 1721: Grinling Gibbons, niederländischer Bildhauer
- 1745: Johann Paul Schilck, österreichischer Steinmetz und Bildhauer
- 1748: Christian Carl Gabel, dänischer Vizeadmiral
- 1753: Maria Gertraude Schmidt, deutsche Magd und Kindsmörderin
- 1757: Karl Wilhelm Friedrich, Markgraf von Brandenburg-Ansbach
- 1761: Johann Matthias Gesner, deutscher Pädagoge, Philologe und Bibliothekar
- 1770: Guillaume-François Rouelle, französischer Chemiker
- 1780: Étienne Bonnot de Condillac, französischer Geistlicher, Philosoph und Logiker
- 1784: Giovanni Battista Martini, italienischer Komponist und Musiktheoretiker
- 1792: Richard Arkwright, britischer Industrieller und Erfinder
- 1795: Jerry Abershawe, englischer Straßenräuber
- 1796: Johann Jakob Faesch, Schweizer Offizier in niederländischen Diensten, Kaufmann, Plantagenbesitzer in Suriname und Politiker
- 1797: Jeffrey Amherst, 1. Baron Amherst, britischer General
- 1800: Carl Friedrich Christian Fasch, deutscher Musiker
- 1800: Friedrich Gilly, preußischer Baumeister

### 19. Jahrhundert
- 1802: Carl Adolph von Brühl, preußischer General und Prinzenerzieher

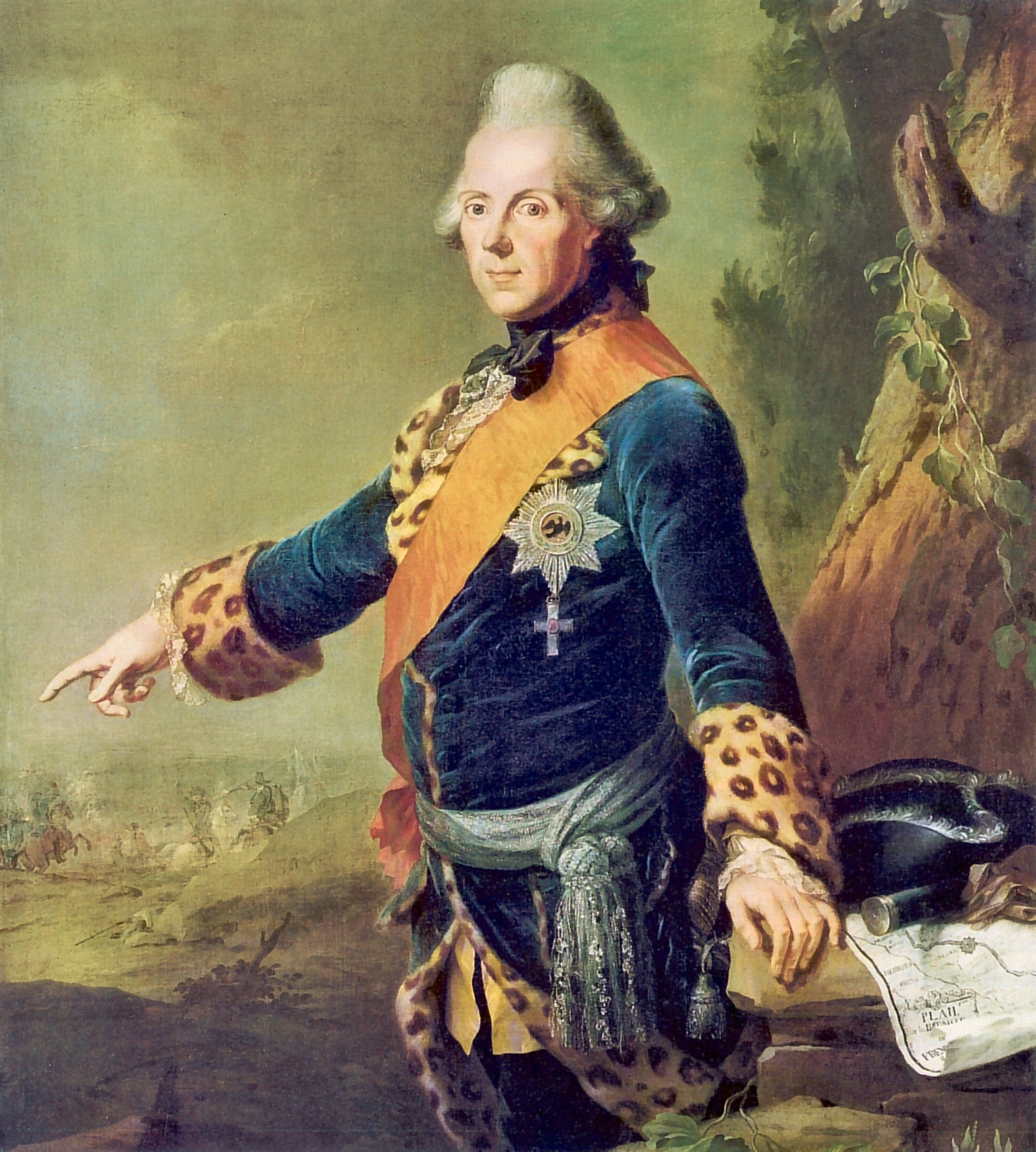
Heinrich von Preußen († 1802)

- 1802: Heinrich von Preußen, preußischer Prinz und General
- 1804: Christoph Andreae, deutscher Unternehmer
- 1806: Michel Adanson, französischer Botaniker
- 1824: Augustin Monneron, französischer Unternehmer, Politiker und Bankier

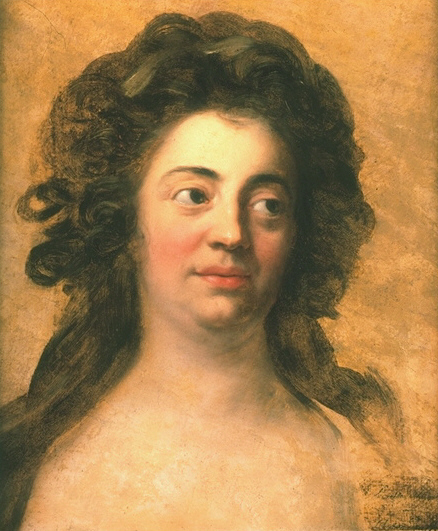
Dorothea Schlegel († 1839)

- 1827: Lorenz Leopold Haschka, österreichischer Lyriker
- 1835: Wenzel Müller, österreichischer Komponist und Theaterkapellmeister
- 1837: Pius August in Bayern, Herzog von Bayern
- 1839: Dorothea Schlegel, deutsche Literaturkritikerin, Schriftstellerin
- 1843: Fabrizio Sceberras Testaferrata, maltesischer Geistlicher, Bischof von Senigallia, Kardinal
- 1846: Kaspar Maximilian Droste zu Vischering, deutscher Geistlicher, Bischof von Münster
- 1848: Edward Baines, britischer Publizist und Parlamentsmitglied
- 1850: Joseph van der Giese, deutscher Dichter in Dürener Mundart
- 1850ː Therese Krupp, Deutsche Unternehmerin
- 1853: Georg von Sachsen-Altenburg, deutscher Adliger

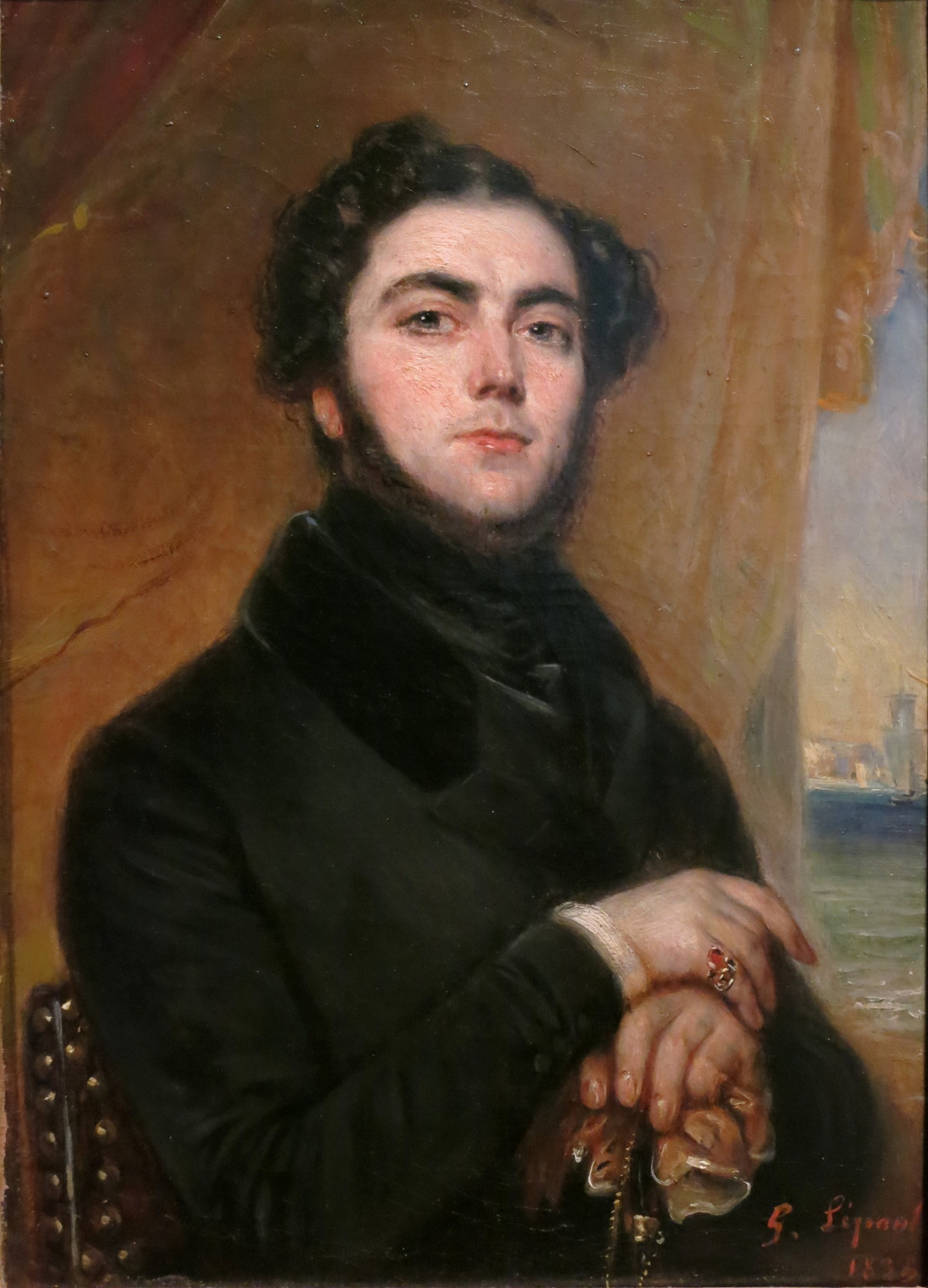
Eugène Sue († 1859)

- 1859: Eugène Sue, französischer Schriftsteller
- 1860: Alexander Schöppner, deutscher Pädagoge und Schriftsteller
- 1866: Friedrich Karl Hermann Kruse, deutscher Historiker
- 1867: August Boeckh, deutscher klassischer Philologe und Altertumsforscher
- 1868: Ludwig von Alvensleben, deutscher Schriftsteller
- 1868ː Elisa de Vilmorin, französische Botanikerin und Pflanzenzüchterin im Unternehmen Vilmorin
- 1870: Pompejus Bolley, deutscher Chemiker
- 1872: Carl Devrient, deutscher Theaterschauspieler
- 1872: William Davies Evans, walisischer Schachspieler
- 1874: Hans Ferdinand Maßmann, deutscher Pädagoge
- 1875: Heinrich Dreber, deutscher Maler
- 1876: Theodor Reuning, Staatsbeamter im Königreich Sachsen, MdR
- 1881: William Fargo, US-amerikanischer Post-, Bahn- und Transportunternehmer

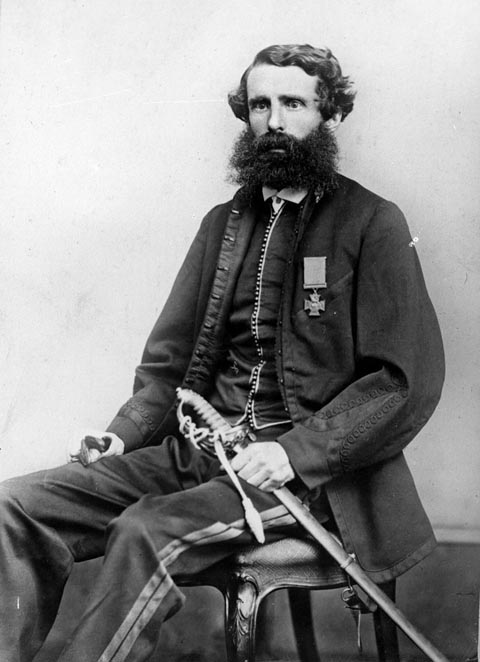
Charles Heaphy († 1881)

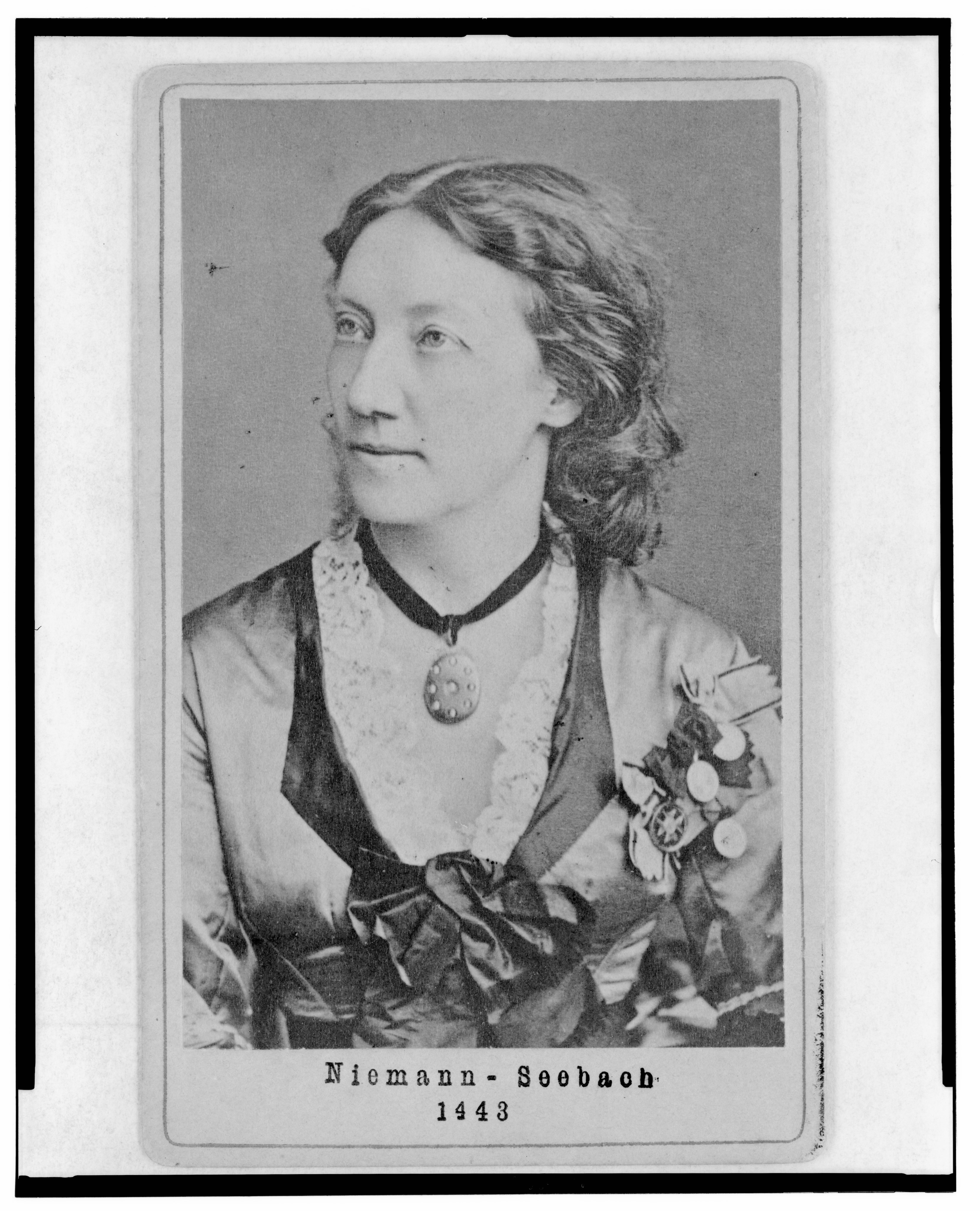
Marie Seebach († 1897)

- 1881: Charles Heaphy, britischer Landvermesser in Neuseeland
- 1884: Paul Abadie, französischer Baumeister und Restaurator
- 1886: Hans Conzett, Schweizer Buchdrucker und Politiker
- 1890: Louise-Victorine Ackermann, französische Schriftstellerin, Mitglied der Parnassiens
- 1890: Georg Heinrich Bacmeister, hannoveranischer Politiker, Minister, Ministerpräsident
- 1890: Ludwig Barth zu Barthenau, österreichischer Chemiker
- 1892: August Nauck, deutscher Altphilologe
- 1894: Giovanni Airoldi, Schweizer Jurist und Politiker
- 1894: Karl Maximilian von Bauernfeind, deutscher Ingenieur und Geodät
- 1896: Franziska Jarke, deutsche Schriftstellerin
- 1897: Marie Seebach, deutsche Schauspielerin und Opernsängerin
- 1898: Charles Garnier, französischer Architekt
- 1898: Karl Knies, deutscher Ökonom

### 20. Jahrhundert

#### 1901 bis 1950
- 1902: August Klughardt, deutscher Komponist und Dirigent
- 1908: Edward Whitford Greenman, US-amerikanischer Politiker

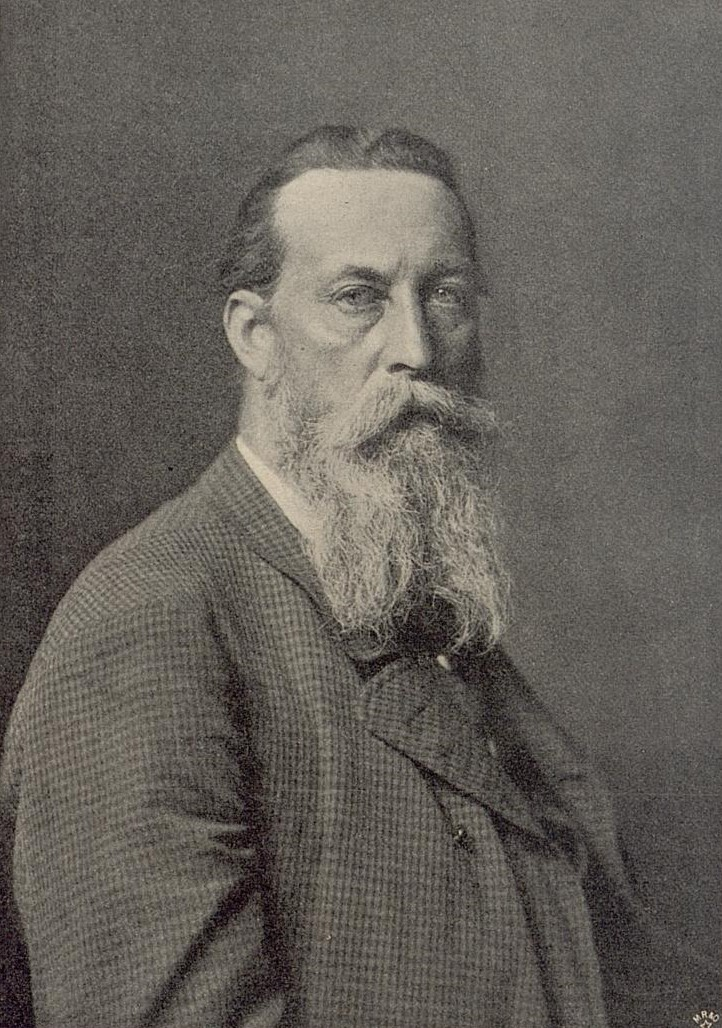
Reinhold Begas († 1911)

- 1911: Reinhold Begas, deutscher Bildhauer und Maler
- 1911: Edward Murphy junior, US-amerikanischer Politiker
- 1913ː Josephine Cochrane, US-Amerikanerin, Erfinderin der Geschirrspülmaschine
- 1913: Friedrich Wilhelm Putzger, deutscher Pädagoge und Schulbuchautor
- 1916: Roger Casement, britischer Diplomat und irischer Nationalheld
- 1917: Ferdinand Georg Frobenius, deutscher Mathematiker
- 1918: Friedrich Wilhelm Franz Nippold, deutscher protestantischer Theologe, Kirchengeschichtler
- 1922: Matyáš Lerch, tschechischer Mathematiker
- 1922: Minna Cauer, deutsche Pädagogin und Frauenrechtlerin
- 1923: Jacoba van Heemskerck, niederländische Malerin
- 1924: Joseph Conrad, britischer Schriftsteller

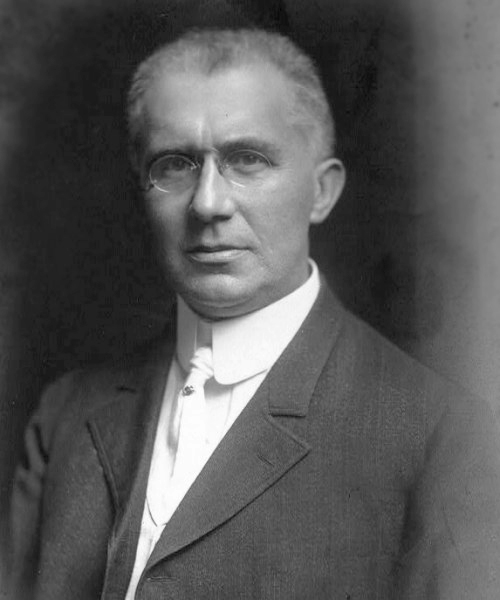
Emil Ferdinand Fehling († 1927)

- 1927: Emil Ferdinand Fehling, Lübecker Bürgermeister
- 1929: Josef Andergassen, österreichischer Kunsttischler, Altarbauer und Bildhauer
- 1929: Emil Berliner, deutscher Erfinder der Schallplatte und des Grammophons
- 1929: Thorstein Veblen, US-amerikanischer Ökonom und Soziologe
- 1930: Joseph Anton Sickinger, deutscher Gymnasiallehrer, Stadtschulrat und Schulreformer
- 1932: Ignaz Gaugengigl, deutscher Maler
- 1933: Otto Stapf, österreichischer Botaniker
- 1934: Georg Metzendorf, deutscher Architekt
- 1935: Carl-Friedrich von Langen, deutscher Dressurreiter, Olympiasieger

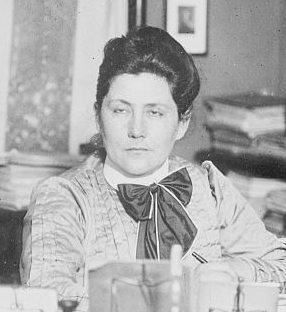
Lydia Rabinowitsch-Kempner († 1935)

- 1935: Lydia Rabinowitsch-Kempner, deutsche Mikrobiologin, erste Professorin der Medizin in Berlin
- 1938: Emil Hochreiter, österreichischer Komponist
- 1939: August Enna, dänischer Musiker und Komponist
- 1941: Albert Wahl, französischer Jurist und Hochschullehrer
- 1942: Richard Willstätter, deutscher Chemiker
- 1944: Aurelia Wyleżyńska, polnische Schriftstellerin und Journalistin
- 1945: Sydney Arnold, 1. Baron Arnold, britischer Politiker
- 1947: José Pardo y Barreda, peruanischer Präsident
- 1949: Oskar Grether, deutscher evangelischer Theologe und Hochschullehrer
- 1949: Ignotus, ungarischer Publizist

#### 1951 bis 2000

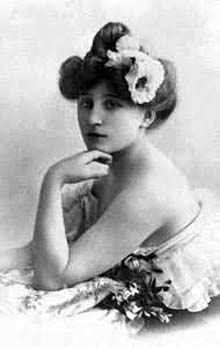
Colette († 1954)

- 1954: Colette, französische Schriftstellerin, Kabarettistin und Journalistin
- 1954: William Douw Lighthall, kanadischer Lyriker und Schriftsteller
- 1956: Albert Finck, deutscher Politiker, MdL, Landesminister
- 1956: Erich Schairer, deutscher Journalist und Publizist
- 1958: Peter Collins, englischer Automobilrennfahrer
- 1959: Jakob Nielsen, dänischer Mathematiker
- 1961: Giovan Battista Angioletti, italienischer Journalist und Schriftsteller
- 1961: Nicola Canali, italienischer Geistlicher, Kurienkardinal
- 1963: Philip Graham, US-amerikanischer Verleger
- 1963: Karl Valentin Müller, deutscher Soziologe
- 1966: Lenny Bruce, US-amerikanischer Comedian

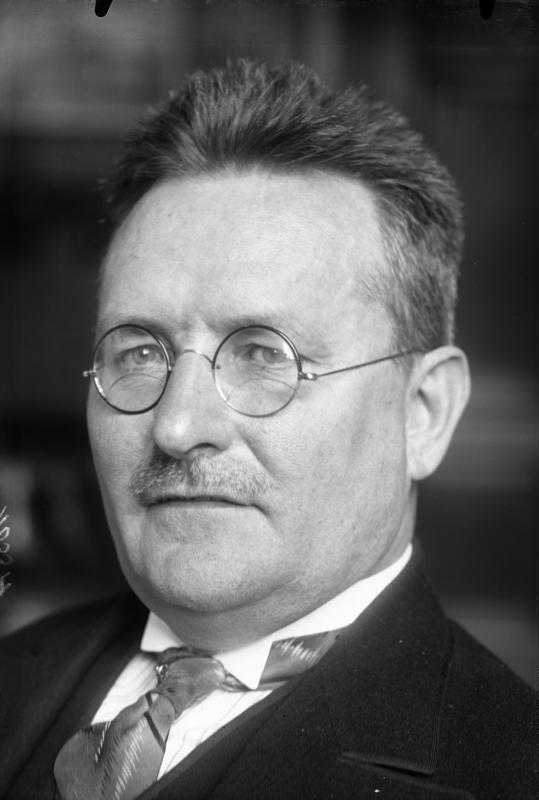
Paul Löbe († 1967)

- 1967: Paul Löbe, deutscher Politiker, MdR, Reichstagspräsident, MdB
- 1967: Frederick Zimmermann, US-amerikanischer Kontrabassist und Musikpädagoge
- 1968: Konstantin Konstantinowitsch Rokossowski, sowjetischer und polnischer Marschall
- 1968: Max Stähelin-Maeglin, Schweizer Wirtschaftsjurist, Überlebender des Untergangs der Titanic
- 1969: Ferdinand Poggel, deutscher Politiker
- 1974: Joachim Ritter, deutscher Philosoph
- 1974: Almira Sessions, US-amerikanische Schauspielerin
- 1975: Jack Molinas, US-amerikanischer Basketballspieler, Hauptfigur des NBA-Wettskandals
- 1977: Wanda Achsel, deutsche Opernsängerin

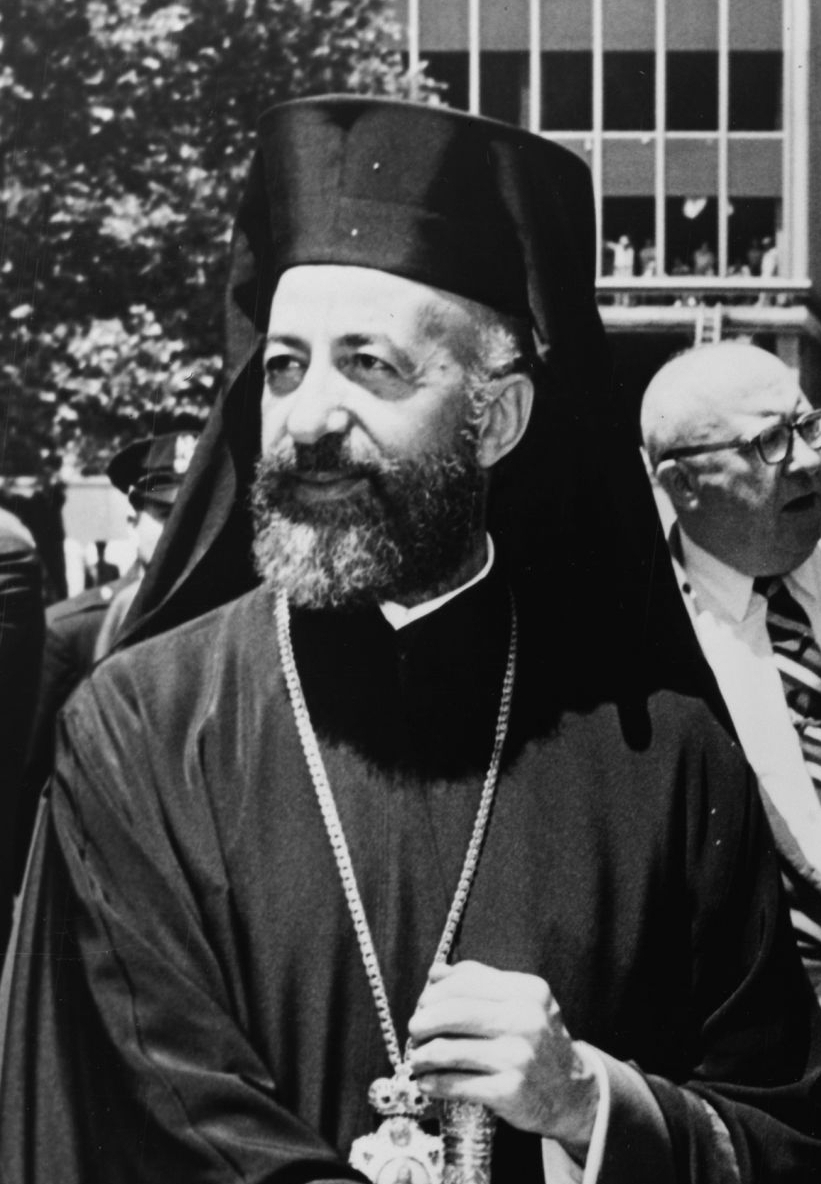
Makarios III. († 1977)

- 1977: Makarios III., zypriotischer Geistlicher und Politiker
- 1979: Alfredo Ottaviani, italienischer Geistlicher, Kurienkardinal
- 1979: Bertil Ohlin, schwedischer Ökonom
- 1980: Otto Eckert, deutscher Maler
- 1981: Marcello Casanova, italienischer Ruderer
- 1983: Carolyn Jones, US-amerikanische Schauspielerin
- 1984: Werner Haarnagel, deutscher Archäologe
- 1984: Wladimir Fjodorowitsch Tendrjakow, russischer Schriftsteller
- 1986: Otmar Emminger, deutscher Ökonom, Präsident der Deutschen Bundesbank
- 1986: Beryl Markham, britische Flugpionierin
- 1987: Bruno Heusinger, deutscher Jurist, Präsident des Bundesgerichtshofs
- 1987: Karl Hoppe, deutscher Motorradrennfahrer
- 1988: Tucker McGuire, US-amerikanische Schauspielerin
- 1989: Antonia Brico, US-amerikanische Dirigentin
- 1989: Johannes Schöne, deutscher Fußballspieler

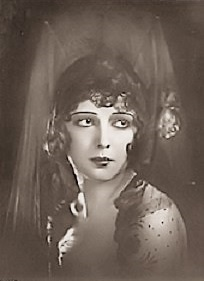
Betty Amann († 1990)

- 1990: Betty Amann, deutsch-amerikanische Schauspielerin
- 1991: Hans Auenmüller, deutscher Dirigent und Komponist
- 1992: Manda Parent, kanadische Schauspielerin
- 1993: Chinmayananda, Lehrer des modernen Hinduismus, Begründer der Chinmaya-Mission
- 1993: Alwyn Gentry, amerikanischer Botaniker
- 1994: Rildia Bee Cliburn, US-amerikanische Musikpädagogin
- 1994: Innokenti Michailowitsch Smoktunowski, russischer Schauspieler
- 1995: Ida Lupino, britische Schauspielerin, Regisseurin, Autorin, Filmproduzentin
- 1995: Edward Whittemore, US-amerikanischer Schriftsteller
- 1998: Arnim Dahl, deutscher Stuntman und Artist
- 1998: Alfred Schnittke, deutsch-russischer Komponist und Pianist
- 1999: Abdulwahab Al-Bayyati, irakischer Dichter
- 1999: Knut Herschel, deutscher Fernschachgroßmeister

### 21. Jahrhundert

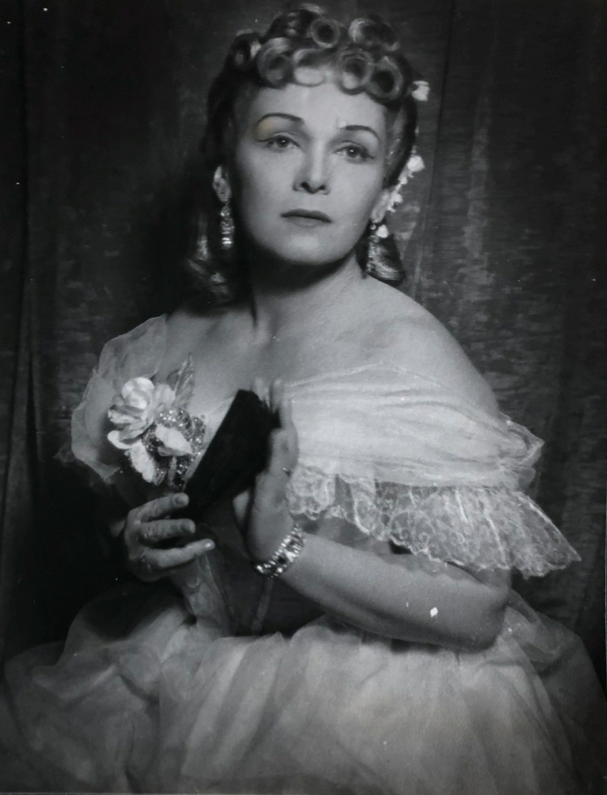
Elisabeth Schwarzkopf († 2006)

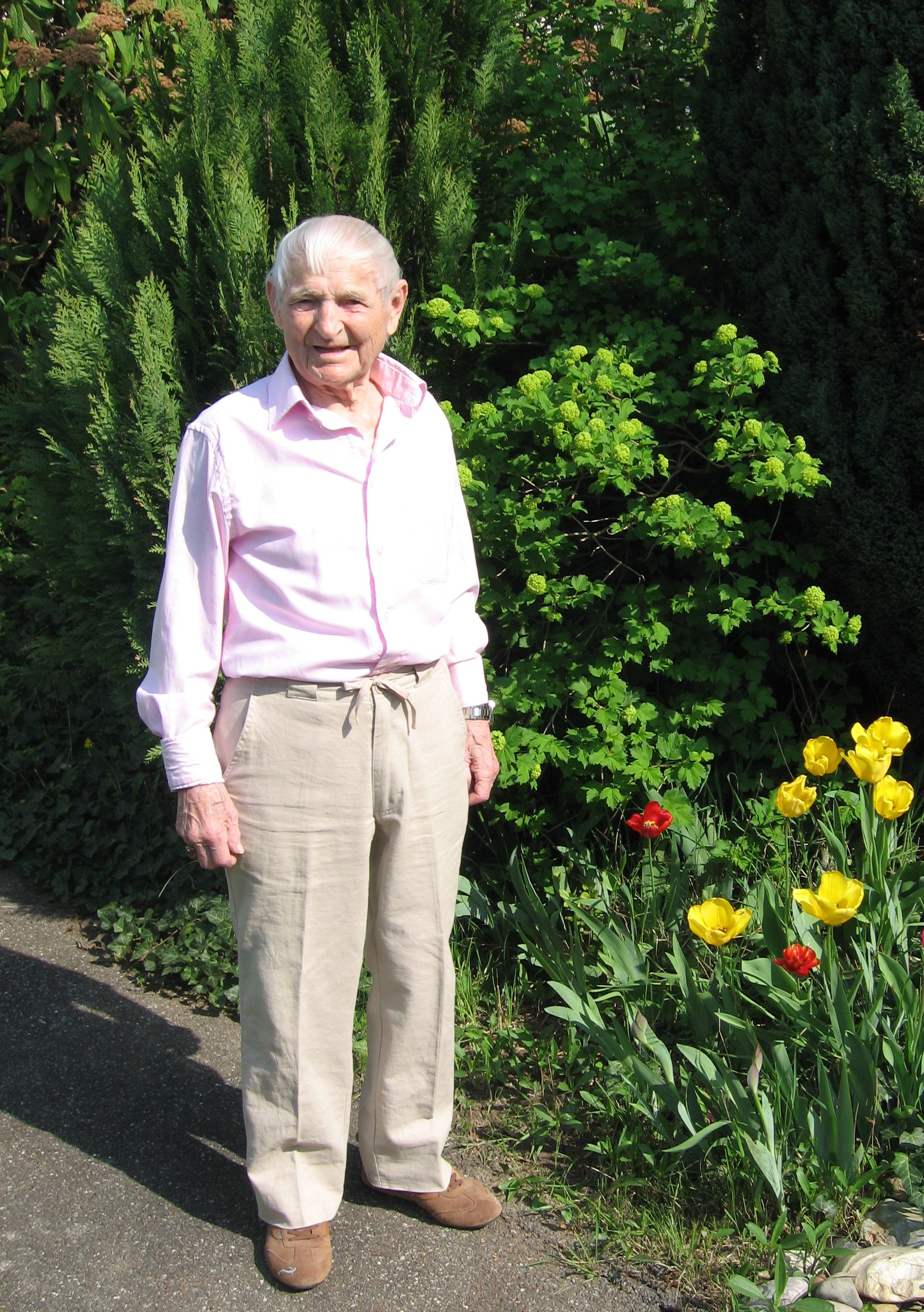
Rudolphe Brazda († 2011)

- 2001: Hans Holt, österreichischer Schauspieler
- 2001: Stefan Rachoń, polnischer Geiger und Dirigent
- 2002: Dietmar Schlee, deutscher Politiker
- 2003: Joseph Saidu Momoh, sierra-leonischer Offizier und Politiker, Staatspräsident
- 2003: Peter Safar, US-amerikanischer Anästhesist
- 2003: Anton Spitaler, deutscher Orientalist, semitischer und arabischer Philologe
- 2004: Henri Cartier-Bresson, französischer Fotograf, Regisseur, Schauspieler, Zeichner, Maler
- 2005: Hans E. Schons, deutscher Schauspieler
- 2005: Gert Fritz Unger, deutscher Schriftsteller
- 2006: Arthur Lee, US-amerikanischer Rockmusiker
- 2006: Elisabeth Schwarzkopf, deutsche Opern- und Liedsängerin (Sopran)
- 2008: Anton Allemann, Schweizer Fußballspieler
- 2008: Alexander Issajewitsch Solschenizyn, russischer Schriftsteller, Dramatiker und Nobelpreisträger
- 2009: Katrin Höngesberg, deutsche Zeichnerin, Malerin, Illustratorin und Schriftstellerin
- 2009: Svend Pedersen, dänischer Ruderer
- 2010: Sonja Hörbing, deutsche Schauspielerin
- 2011: Louise Behrend, US-amerikanische Geigerin und Musikpädagogin
- 2011: Rudolf Brazda, NS-Opfer, letzter Überlebender der wegen Homosexualität im KZ Buchenwald Inhaftierten
- 2011: Bubba Smith, US-amerikanischer American-Football-Spieler und Schauspieler
- 2012: Carl Andersen, österreichischer Filmkritiker und Regisseur
- 2012: Rolf Castell, deutscher Volks- und Theaterschauspieler, Regisseur und Fernsehautor
- 2013: Dixie Evans, US-amerikanische Tänzerin und Schauspielerin
- 2013: Helmut Thomä, deutscher Arzt, Psychoanalytiker und Hochschullehrer
- 2014: Helmut Faeder, deutscher Fußballspieler
- 2014: Dorothy Salisbury Davis, US-amerikanische Schriftstellerin

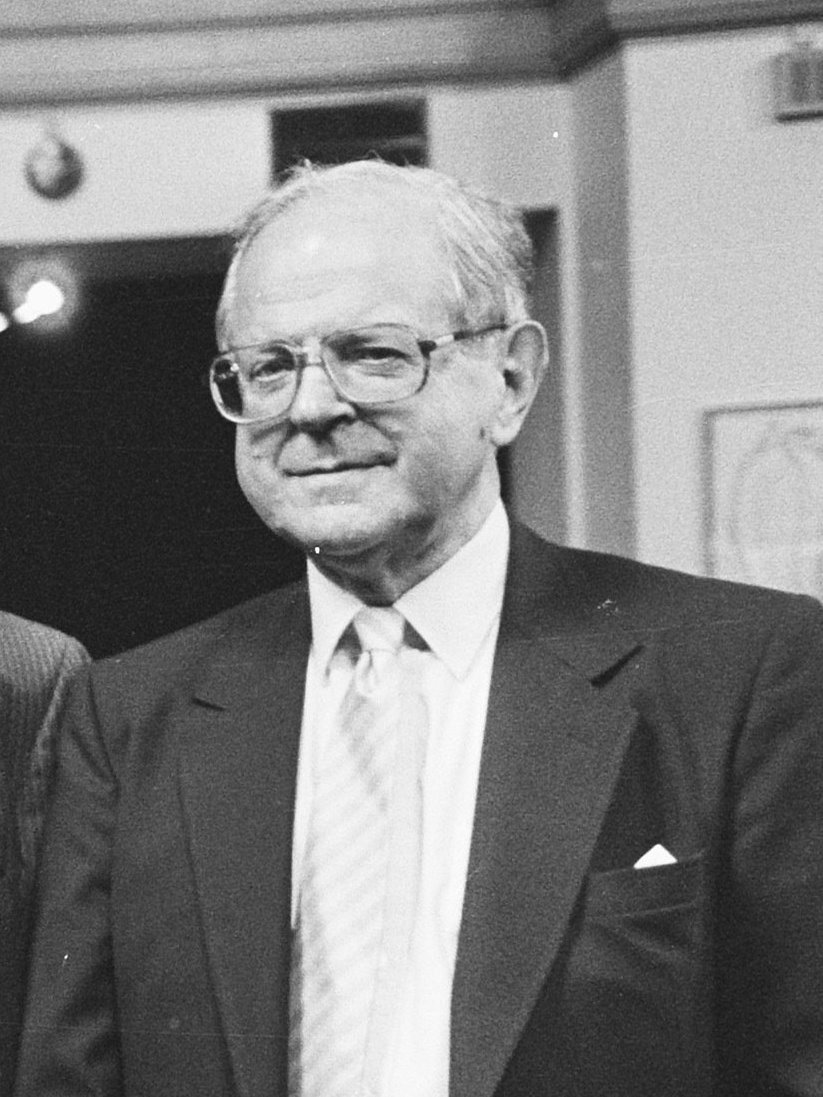
Robert Conquest († 2015)

- 2015: Robert Conquest, britischer Historiker und Schriftsteller
- 2015: Coleen Gray, US-amerikanische Schauspielerin
- 2015: Johanna Quandt, deutsche Unternehmerin
- 2016: Schahram Amiri, iranischer Kernphysiker
- 2016: Chris Amon, neuseeländischer Automobilrennfahrer
- 2017: Robert Hardy, britischer Schauspieler
- 2017: Ángel Nieto, spanischer Motorradrennfahrer
- 2018: Ulrich Cavelti, Schweizer Jurist
- 2018: Ronnie Taylor, britischer Kameramann
- 2019: Heinz Elzner, deutscher Fußballspieler und -trainer
- 2019: Brian Lochore, neuseeländischer Rugbyspieler und -trainer
- 2020: Ralf Metzenmacher, deutscher Maler und Designer
- 2020: John Hume, nordirischer Politiker und Friedensnobelpreisträger
- 2021: Kelli Hand, US-amerikanische Techno-Musikerin und DJ
- 2021: Wolf Harranth, österreichischer Kinderbuchautor, Übersetzer und Medienjournalist
- 2021: Willi Hoffmeister, deutscher Friedensaktivist und Gewerkschafter
- 2021: Brian Maunsell, neuseeländischer Boxer
- 2023: Carl Davis, US-amerikanischer Komponist und Dirigent
- 2023: Katja Dofel, deutsche Journalistin und Fernsehmoderatorin
- 2023: Bram Moolenaar, niederländischer Softwareentwickler
- 2025ː Loni Anderson, US-amerikanische Schauspielerin
- 2025ː Rhoda Kalema, ugandische Politikerin
- 2025ː Stella Rimington, britische Schriftstellerin und Direktorin des britischen Inlandsgeheimdienstes MI5, Vorlage für "M" in den James-Bond-Filmen

## Feier- und Gedenktage
- Kirchliche Gedenktage
  - Josua Stegmann, deutscher Pfarrer und Liederdichter (evangelisch)
  - Hl. Salome (Jüngerin) (orthodox, evangelisch: LCMS)
  - Hl. Johanna Chusa, judäische Jüngerin Jesu (evangelisch: LCMS)
  - Hl. Maria Kleophae, judäische Jüngerin Jesu (evangelisch: LCMS)
  - Hll. Neun Brüder Chercheulidse, Georgien
- Namenstage
  - Lydia
  - Linnea in Finnland

Weitere Einträge enthält die Liste von Gedenk- und Aktionstagen.